# Vent
Vous lisez un « bon article » labellisé en 2010.
Pour les articles homonymes, voir Vent (homonymie).
Le vent est le mouvement d'une partie du gaz constituant une atmosphère planétaire située à la surface d'une planète. Les vents sont globalement provoqués par un réchauffement inégalement réparti à la surface de la planète provenant du rayonnement stellaire (énergie solaire) et par la rotation de la planète. Sur Terre, ce déplacement est essentiel à l'explication de tous les phénomènes météorologiques. Le vent est mécaniquement décrit par les lois de la dynamique des fluides, comme les courants marins. Il existe une interdépendance entre ces deux circulations de fluides.
Les vents sont généralement classifiés selon leur ampleur spatiale, leur vitesse (ex. : échelle de Beaufort), leur localisation géographique, le type de force qui les produit et leurs effets. La vitesse du vent est mesurée avec un anémomètre mais peut être estimée par une manche à air, un drapeau, etc. Les vents les plus violents actuellement connus ont lieu sur Neptune et sur Saturne.
Le vent est l'acteur principal de l'oxygénation des océans ainsi que des lacs, par agitation et mise en mouvement de leurs surfaces. Il permet le déplacement de nombreux agents organiques et minéraux et d'expliquer la formation de certaines roches sédimentaires (ex. : lœss). Il influence le déplacement des populations d’insectes volants, la migration des oiseaux, il façonne la forme des plantes et participe à la reproduction de certains végétaux. L'érosion éolienne participe parfois à la morphologie du relief local (ex. : congère de neige, dunes). Le vent a inspiré dans les civilisations humaines de nombreuses mythologies. Il a influé sur les transports, voire les guerres, mais également fourni des sources d’énergie pour le travail purement mécanique (ex. : moulins à vent) et pour l’électricité (ex. : éoliennes). Il participe même aux loisirs.
Le vent fait le plus souvent référence aux mouvements de l’air dans l'atmosphère terrestre. Par extension, le mouvement de gaz ou de particules polarisées allant du Soleil vers l’espace extérieur est appelé vent solaire et l’échappement gazeux de particules légères d’une atmosphère planétaire vers l’espace est nommé le vent planétaire.

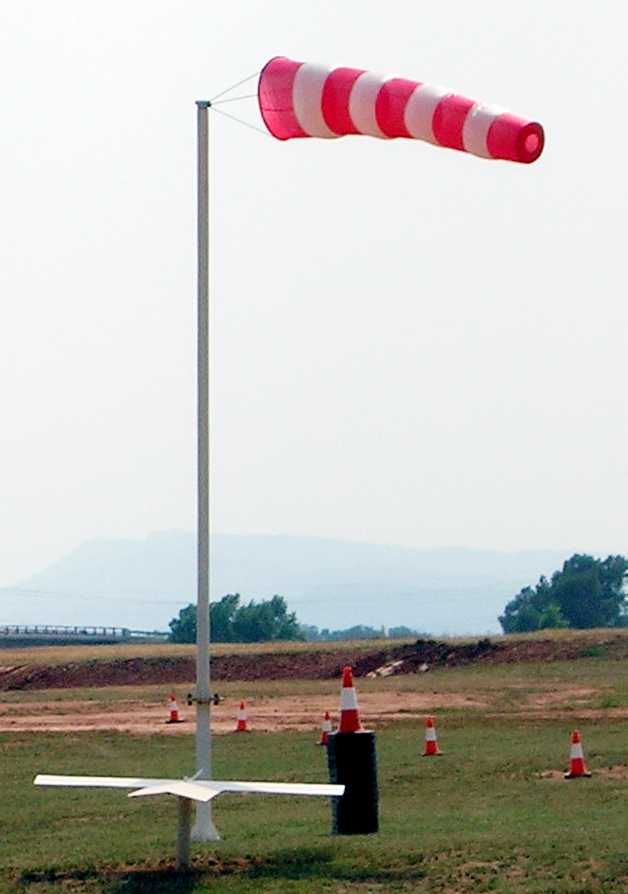
Une manche à air permet d'évaluer approximativement la vitesse du vent, et sa direction.

## Définitions et histoire

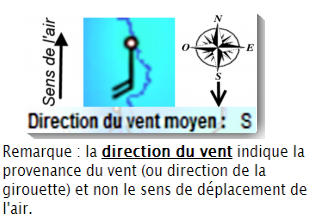

Les vents sont souvent classifiés selon leur force et la direction d’où ils soufflent. Il existe plusieurs échelles de classification des vents dont les plus connues sont l'échelle de Beaufort et l'échelle de Fujita. La première classe la force des vents selon treize niveaux qui vont du calme à celui des vents de force d'ouragan, en passant par la brise, le coup de vent et la tempête. La seconde classifie la force des vents dans une tornade.
Les pointes de vents au-dessus du vent moyen sont appelées rafales. Lorsque le vent moyen augmente durant une courte période, il s'agit de bourrasques de vents. Des vents violents associés à un orage sont appelés rafales descendantes, connues en mer comme des grains. Des vents violents sont associés avec plusieurs autres phénomènes météorologiques tels les cyclones tropicaux, les tempêtes et les tornades.
L’accalmie du vent est au contraire une baisse sensible de la vitesse du vent.
Le premier instrument de mesure du vent est la girouette, invention de la Grèce antique destinée à indiquer la direction du vent. Nous devons la première description scientifique des phénomènes éoliens à Evangelista Torricelli qui mit en évidence la pression atmosphérique de l'air avec son baromètre et à Blaise Pascal qui fut le premier à décrire le vent comme un mouvement de l'air, un courant d'air plus ou moins puissant ainsi que la diminution de pression avec l'altitude puis Robert Hooke construira le premier anémomètre. Benjamin Franklin se lancera lui dans les premières descriptions et analyses de vents dominants et de systèmes météorologiques.

### Vent réel, vitesse, apparent
Lorsqu’un véhicule ou une personne se déplace, le vent ressenti au cours du déplacement peut être très différent du vent généré par les conditions météorologiques avec des conséquences parfois importantes. On distingue :
- vent réel[9] : le vent qui est ressenti par un observateur immobile par rapport au sol : il est dû uniquement au déplacement de l’air autour de celui-ci. Sa direction et sa force peuvent être lues sur un instrument fixé sur le lieu où l’observateur se situe : ces valeurs sont théoriquement celles communiquées par les bulletins météorologiques (avec une fiabilité variable). Le qualificatif de « réel » est utilisé quand l’observateur se situe à bord d’un engin se déplaçant (avion, voilier…) pour le différencier d’autres composantes du vent engendré par le déplacement : vent apparent ou le vent dû à la vitesse. Ce vent a une composante moyenne à laquelle s'ajoutent souvent des rafales, soit des hausses soudaines et temporaires de sa vitesse ;
- vent vitesse ou vent relatif[9],[10] : le vent généré par le seul déplacement de l’observateur, égal en intensité, de même direction, et opposé en sens, à la vitesse relative de celui-ci. Il est d’autant plus fort que la vitesse de déplacement est élevée. C’est par exemple le vent que l’on ressent lorsque l’on se déplace à vélo, en l’absence de tout vent réel ;
- vent apparent (pour la navigation maritime)[9],[10] : le vent tel qu’il est ressenti par l’observateur en déplacement, somme vectorielle des deux précédents, c’est-à-dire du vent réel et du vent vitesse (ou relatif). La notion de vent apparent est surtout utilisée en voile ou en char à voile : en effet, le vent ressenti sur le bateau dépendra non seulement du vent réel, mais également de la vitesse du bateau, ce qui conduit à devoir ajuster le réglage des voiles. C’est le vent que reçoit effectivement la voile.

### Tendances sur 30 ans
En météorologie, on ne considère une tendance comme crédible qu'après au moins 30 ans de mesures. En 2019, la revue Science a publié un travail réalisé par l'Université de Melbourne basé sur l’analyse d'environ 4 milliards de mesures (de vitesse de vent et de hauteur de vagues), issues de 33 ans de suivi météorologique (1985-2018) par 31 missions satellitaires ayant utilisé 3 instruments indépendants : altimètres, radiomètres et diffusomètres. C’est l’étude la plus complète jamais faite sur le sujet.
Elle confirme qu'au-dessus des mers, depuis 33 ans, la vitesse moyenne des vents n’a que faiblement augmenté. Par contre, la vitesse des vents forts (90e centile) a fortement augmenté (ainsi par conséquent que la hauteur des vagues). Ces résultats ont un degré de confiance élevé car trois types d’instruments différents rapportent tous la même augmentation.
Curieusement, alors qu'habituellement, c'est l’hémisphère nord qui semble le plus touché par les changements rapides du climat, pour ce qui concerne le vent et la hauteur des vagues, c’est l’hémisphère sud qui se montre le plus fortement touché (la vitesse des vents de tempêtes a augmenté de 1,5 m/s, soit + 8 %, en 33 ans). Cette augmentation correspond à une énorme quantité d’énergie qui anime les masses d'air, en entraînant une hausse de 30 cm (+5 %) de la hauteur moyenne des vagues. Au nord, la tendance est la même, mais avec une augmentation moins rapide et/ou moins forte, de même au centre du Pacifique. L’Europe de l'Ouest est sur les cartes faites par cette étude située dans une zone « rouge », alors que l'Ouest américain semblent presque épargnés.
Les effets indirects de ce phénomène sont encore mal compris, mais outre un risque accru d’accidents maritimes et une hausse de consommation d’énergie pour la marine (marchande et de guerre), et outre les dégâts érosifs croissants observés sur les îles, récifs, mangroves, certains estuaires et littoraux, le vent et les vagues modifient le trait de côte et les sédiments, la turbidité de l’eau (et donc la pénétration de la lumière nécessaire à la photosynthèse), les courants, l’oxygénation et l’absorption/désorption de CO2 et de méthane, la fracturation de la banquise antarctique ou encore la répartition et la distance parcourue par les embruns salés (un sol trop salinisé devient improductif). Le vol des oiseaux (et plus encore des insectes) ou la circulation des pollens, des particules et de certains polluants, envols de microplastiques, etc. peuvent en être changés… L’augmentation combinée du vent de tempête (+ 8 % au sud) et des vagues aggrave fortement les phénomènes de surcote.
Selon Ian Young de l'Université de Melbourne et co-auteur du rapport, le fait que le changement soit plus rapide et intense au sud de la planète est « particulièrement inquiétant car la houle de l'océan Austral détermine la stabilité de la majeure partie de l'hémisphère sud » (communiqué de l'université). Pour le rapport du GIEC, en préparation en 2019, de nouveaux modèles climatiques sont en construction ou en test dans le monde. Ceux-ci devraient éclairer ce phénomène si ce n’est l’expliquer.

### Échelles
Plusieurs échelles de classification des vents existent, la plus commune est celle de Beaufort utilisée par les marins. Celle-ci est une échelle de mesure empirique, comportant 13 degrés (de 0 à 12), de la vitesse moyenne du vent sur une durée de dix minutes utilisée dans les milieux maritimes. Initialement, le degré Beaufort correspond à un état de la mer associé à une « fourchette » de la vitesse moyenne du vent. Même si, de nos jours, cette vitesse peut être mesurée avec une bonne précision à l'aide d'un anémomètre, il reste commode, en mer, d'estimer cette vitesse par la seule observation des effets du vent sur la surface de la mer.
L'échelle de Fujita est une échelle de classement de la force des tornades selon les dommages causés. Elle est utilisée aux États-Unis pour remplacer l'échelle originale de Fujita depuis la saison estivale 2007. Elle a été développée pour pallier les faiblesses notées dans l'échelle originale qui montraient des incertitudes quant à la force des vents nécessaires pour causer certains dommages et à l'évaluation de situations similaires mais ayant affecté des constructions de différentes solidités.
Finalement, l'échelle de Saffir-Simpson pour les cyclones tropicaux, nommés « ouragans », se formant dans l'hémisphère ouest, qui inclut les bassins cycloniques de l'océan Atlantique et l'océan Pacifique nord à l'est de la ligne de changement de date. Elle est graduée en cinq niveaux d'intensité, correspondant à des intervalles de vitesses de vents normalisés. Pour classer un cyclone sur cette échelle, la vitesse des vents soutenus est enregistrée pendant une minute à une hauteur de 10 mètres (33 pieds), la moyenne ainsi obtenue est comparée aux intervalles (voir les catégories d'intensité).

## Circulation atmosphérique

Schéma des circulations atmosphériques terrestres.

On distingue trois zones de circulation des vents entre l'équateur et les pôles. La première zone est celle de Hadley qui se situe entre l'équateur et 30 degrés Nord et Sud où l'on retrouve des vents réguliers soufflant du nord-est dans l'hémisphère nord et du sud-est dans celui du sud : les alizés. Les navigateurs à voile ont depuis longtemps utilisé cette zone de vents réguliers pour traverser les océans. La seconde se situe aux latitudes moyennes et est caractérisée par des systèmes dépressionnaires transitoires où les vents sont surtout d'ouest, c'est la cellule de Ferrel. Finalement, la cellule polaire se retrouve au nord et au sud du 60e parallèle avec une circulation de surface généralement d'est. Entre ces trois zones, on retrouve les courants-jets, des corridors de vents circulant autour de la planète à une altitude variant entre 10 et 15 km et qui sont le lieu de frontogenèses.
Ces traits généraux de la circulation atmosphérique se subdivisent en sous-secteurs selon le relief, la proportion mer/terre et d'autres effets locaux. Certains donnent des vents ou des effets sur de grandes étendues alors que d'autres sont très locaux.

### El Niño et La Niña
La cellule du Pacifique, entièrement océanique, est particulièrement importante. On lui a donné le nom de cellule de Walker en l'honneur de Sir Gilbert Walker, dont le travail a conduit à la découverte d'une variation périodique de pression entre les océans Indien et Pacifique, qu'il dénomma l’oscillation australe. Le courant de Humboldt, venant de l'Antarctique, refroidit la côte occidentale de l'Amérique du Sud, créant une grande différence de température entre l'ouest et l'est du continent, laquelle donne lieu à une circulation directe semblable à celle de Hadley mais limitée à la zone Pacifique. El Niño est un courant d'eau chaude de surface qui envahit la partie orientale du Pacifique Sud à la suite d'un affaiblissement des alizés, vents équatoriaux, déplaçant la cellule de Walker et permettant à l'eau plus chaude du Pacifique Sud-Ouest de se déplacer vers l'est. Les remontées d'eau froide qui se retrouvent habituellement le long de la côte de l'Amérique du Sud sont coupées ce qui modifie grandement le climat, non seulement dans le Pacifique Sud mais également la circulation atmosphérique générale à des degrés divers. Par exemple, El Niño empêche la formation de tempêtes tropicales et d'ouragans sur l'océan Atlantique, mais augmente le nombre de tempêtes tropicales qui touchent l'est et le centre de l'océan Pacifique.
La Niña est l'inverse du phénomène El Niño alors que l'eau chaude de surface se déplace plus vers l'Asie. Il ne s'agit pas d'un retour vers la situation normale mais un extrême de l'autre côté. Il n'y a pas de symétrie entre les deux phénomènes, on a relevé par le passé davantage d'épisodes El Niño que d'épisodes La Niña.

### Mousson
La mousson est le nom d'un système de vents périodiques des régions tropicales, actif particulièrement dans l'océan Indien et l'Asie du Sud. Il est appliqué aux inversions saisonnières de direction du vent le long des rivages de l'océan Indien, particulièrement dans la mer d'Arabie et le golfe du Bengale, qui souffle du sud-ouest pendant six mois et du nord-est pendant l'autre semestre. La mousson est un exemple extrême des brises de terre et brises de mer car elle ne s'inverse pas sur un mode nocturne/diurne
.

### Autres vents célèbres
Il existe également des systèmes météorologiques si anciens et si stables que ces vents ont reçu un nom, voire étaient parfois considérés comme des divinités comme au Japon pour les kami kaze. De très nombreux vents célèbres existent autour du monde tels le couple Mistral/Tramontane, le sirocco, le Chinook, le Khamsin ou encore le Simoun.

## Origine du vent
Les causes principales des grands flux de circulation atmosphérique sont : la différence de température entre l’équateur et les pôles, qui provoque une différence de pression, et la rotation de la Terre qui dévie le flot d'air qui s'établit entre ces régions. Des différences locales de pression et de températures vont quant à elle donner des circulations particulières comme les brises de mer ou les tornades sous les orages.

### Cas général

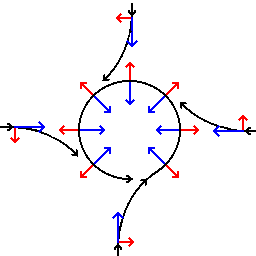
Diagramme qui montre comment les vents sont déviés pour donner une circulation anti-horaire dans l’hémisphère Nord autour d’une dépression. La force de gradient de pression est en bleu, celle de Coriolis en rouge et le déplacement en noir.

La pression atmosphérique en un point est la résultante surfacique du poids de la colonne d’air au-dessus de ce point. Les différences de pression qu’on note sur le globe terrestre sont dues à un réchauffement différentiel entre ces points. En effet, l’angle d’incidence du rayonnement solaire varie de l’équateur aux pôles. Dans le premier cas, il est normal à la surface de la Terre alors que dans le second, il est rasant. Cette variation conditionne le pourcentage d’énergie solaire reçue en chaque point de la surface terrestre. De plus, les nuages reflètent une partie de cette énergie vers l’espace et elle est absorbée différemment selon le type de surface (mer, forêt, neige, etc.).
La différence de pression ainsi créée induit un déplacement d’air des zones de haute pression vers les zones de basse pression. Si la Terre ne tournait pas sur son axe, la circulation serait rectiligne entre les régions de haute et les régions de basse pression. Cependant, la rotation de la Terre entraîne une déviation de la circulation sous l'effet de la force de Coriolis,, cette déviation étant vers la droite dans l'hémisphère nord et vers la gauche dans l'hémisphère sud. L'air subit ainsi une somme vectorielle des deux forces (force de Coriolis et résultante des forces de pression).
À mesure que les parcelles d'air changent de direction, la force de Coriolis change également de direction. Lorsque les deux sont presque égales et de directions opposées, la direction du déplacement de l’air se stabilise pour être presque perpendiculaire au gradient de pression (voir figure ci-contre). La petite différence qui subsiste laisse une accélération vers la plus basse pression, la direction du vent reste donc orientée un peu plus vers les basses pressions ce qui fait que le vent tourne autour des systèmes météorologiques. Aux forces de pression et de Coriolis, il faut ajouter le frottement près du sol, la force centrifuge de courbure du flux et la tendance isallobarique, pour correctement évaluer le vent dans le cas général.
À grande échelle dans l'hémisphère nord, les vents tournent donc dans le sens horaire autour d'un anticyclone, et anti-horaire autour des dépressions. L'inverse est vrai pour l'hémisphère sud où la force de Coriolis est inverse. On peut déterminer sa position entre ces deux types de systèmes selon la loi de Buys-Ballot : un observateur situé dans l'hémisphère nord qui se place dos au vent a la dépression à sa gauche et l'anticyclone à sa droite. La position des zones de pressions est inversée dans l'hémisphère sud.

### Cas particuliers

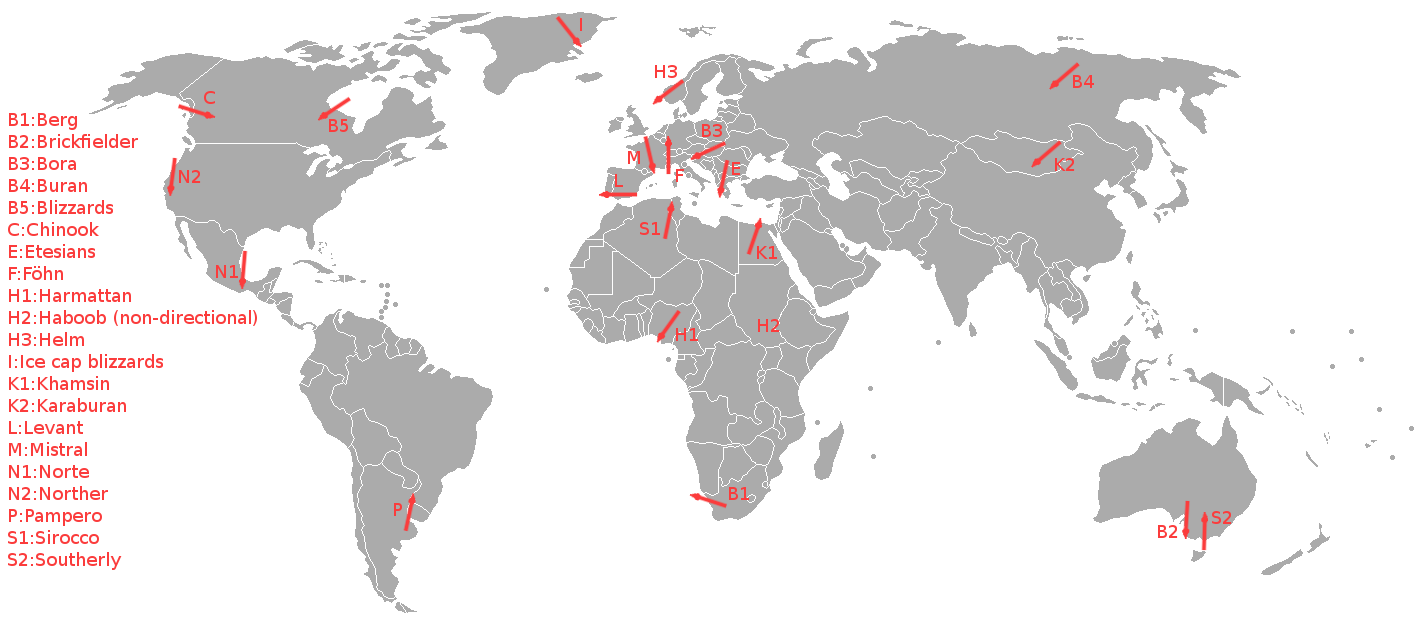
Vents locaux à travers le monde. Ces vents sont généralement créés par des échauffements de terrain ou des effets montagneux.

La force de Coriolis s’exerce sur de longues distances ; elle est nulle à l’équateur et maximale aux pôles. Dans certaines situations, le déplacement d’air ne s’exerce pas sur une distance suffisante pour que cette force ait une influence notable. Le vent est alors causé seulement par le différentiel de pression, le frottement et la force centrifuge. Voici quelques cas qui se produisent lorsque la circulation générale des vents est nulle, très faible, ou quand on doit tenir compte d'effets locaux:

#### Effets des montagnes

Effet d'ondulation avec amortissement sur un vent à cause d'une montagne. La dépression de la masse d'air au sommet de la montagne (contexte plus froid) peut déclencher la nucléation des gouttes d'eau et la création d'un nuage de sommet.

Les montagnes ont différents effets sur les vents. Le premier est l’onde orographique lorsque le vent soufflant perpendiculairement à une barrière montagneuse doit remonter la pente. Si l'environnement est stable, la masse d'air redescendra du côté aval de l'obstacle et entrera en oscillation autour d'une hauteur qui peut être largement supérieure au sommet de celui-ci. Par contre, si l'air est instable, l'air continuera de s'élever, avec ou sans oscillation. Dans ces conditions, le frottement et la poussée d'Archimède doivent être pris en compte lors de la modélisation du vent, comme c'est le cas pour le foehn. Les pluies en sont modifiées.
L’air froid plus dense en haut d’une montagne y crée une pression plus forte que dans la vallée et provoque un autre effet. Le gradient de pression fait alors dévaler la pente à l’air sur une distance insuffisante pour que la force de Coriolis le dévie. Cela engendre donc un vent catabatique. On rencontre ce genre d’effet le plus souvent la nuit. Ils sont également très communs au front d’un glacier, par exemple, sur la côte du Groenland et de l’Antarctique à toute heure.
Le vent anabatique est un vent ascensionnel d'une masse d'air le long d'un relief géographique dû au réchauffement de celui-ci et donc l'opposé du vent précédent. Diverses conditions météorologiques peuvent créer un vent anabatique, mais il s'agit toujours de la formation d'une différence de température entre les masses d’air au-dessus des vallées et celles réchauffées sur leurs pentes qui cause une circulation d’air. Il est donc aussi appelé vent de pente et se produit le plus souvent le jour.

#### Effets de la végétation et de la rugosité du paysage
La rugosité du paysage et en particulier la rugosité « molle » (celle des forêts, bocages, savanes, par rapport aux roches et immeubles qui ne bougent pas) des arbres a un impact sur les vents et les turbulences, et indirectement sur les envols ou dépôts de poussières, la température, l'évaporation, le mélange de la partie basse de la colonne d'air (de la hauteur des pots d'échappement à la hauteur où sont émis les panaches de cheminées d'usines ou de chaudières urbaines par exemple), la régularité du vent (important pour les installations d'éoliennes ou de fermes éoliennes), etc. À cet effet, Kalnay et Cai dans la revue Nature, avaient en 2003 posé l'hypothèse que les arbres freinaient significativement le vent. En forêt tropicale dense, hormis lors des tempêtes, au sol, on ne sent presque plus les effets du vent. La plupart des arbres n'y produisent leurs puissants contreforts que quand ils émergent au niveau de la canopée où ils sont alors exposés à un éventuel déracinement par le vent.
On a récemment réanalysé les données météorologiques de mesure des vents de surface (vent à 10 mètres de hauteur) qui confirment dans l’hémisphère nord une tendance au ralentissement. Il semble que les forêts puissent, dans une certaine mesure, freiner le vent et la désertification l'exacerber. Là où la forêt a regagné du terrain, la force du vent a diminué (de 5 à 15 %), de manière d'autant plus visible que le vent est fort. Les vents géostrophiques (induits par les variations de pression atmosphérique) n'ont pas diminué, et les radiosondes ne montrent pas de tendance au ralentissement en altitude. Le bocage est une structure écopaysagère qui modifie également les effets du vent en créant des microclimats atténuant le vent, mais aussi les chocs thermo-hygrométriques et l'érosion des sols.

#### Brises de terre/brises de mer

Brise de mer (haut) / Brise de terre (bas).

Durant le jour, près des côtes d’un lac ou de la mer, le soleil réchauffe plus rapidement le sol que l’eau. L’air prend donc plus d’expansion sur terre et s’élève, créant une pression plus basse que sur le plan d’eau. Une fois encore, cette différence de pression se crée sur une distance très faible et ne peut être contrebalancée par les forces de Coriolis. Une brise de mer (lac) s’établit donc. La même chose se produit la nuit mais en direction inverse, la brise de terre,.
On observe des différences de pressions jusqu'à deux millibars et proportionnelles aux masses de terre et d'eau en présence. Cette brise peut résister à un autre vent jusque de l'ordre de 15 km/h (8 nœuds) ; au-delà, elle est en général annulée, ce qui ne signifiera pas un calme plat mais plutôt un système météo instable. Ceci explique également pourquoi il y a très rarement un calme plat en bord de mer, mais aussi des vents plus tourmentés qu'à l'intérieur des terres ou en mer.

#### Effets des vallées (goulets)
Dans certaines conditions de contraintes, par exemple dans des vallées très encaissées, l’air ne peut que suivre un chemin. Si le gradient de pression devient perpendiculaire à la vallée, le vent sera généré exclusivement par la différence de pression. C'est le vent antitriptique. On trouve aussi des accélérations dans les resserrements par effet Venturi qui donne un « vent de goulet » et un « courant-jet de sortie de vallée » alors que l'air descendant la vallée envahit la plaine.

#### Effets de méso-échelle
Dans d’autres cas, la pression et la force centrifuge sont en équilibre. C’est le cas des tornades et des tourbillons de poussières où le taux de rotation est trop grand et la surface de la trombe est trop petite pour que la force de Coriolis ait le temps d’agir.
Finalement, dans le cas de nuages convectifs comme les orages, ce n’est pas la différence de pression mais l’instabilité de l’air qui donne les vents. Les précipitations ainsi que l’injection d’air froid et sec dans les niveaux moyens amènent une poussée d'Archimède négative (vers le bas) dans le nuage. Cela donne des vents descendants qui forment des fronts de rafales localisés.

## Modélisation du vent

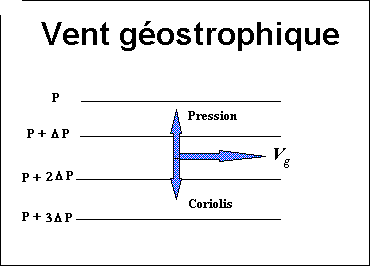
Le vent géostrophique est parallèle aux isobares avec les plus basses pressions à gauche.

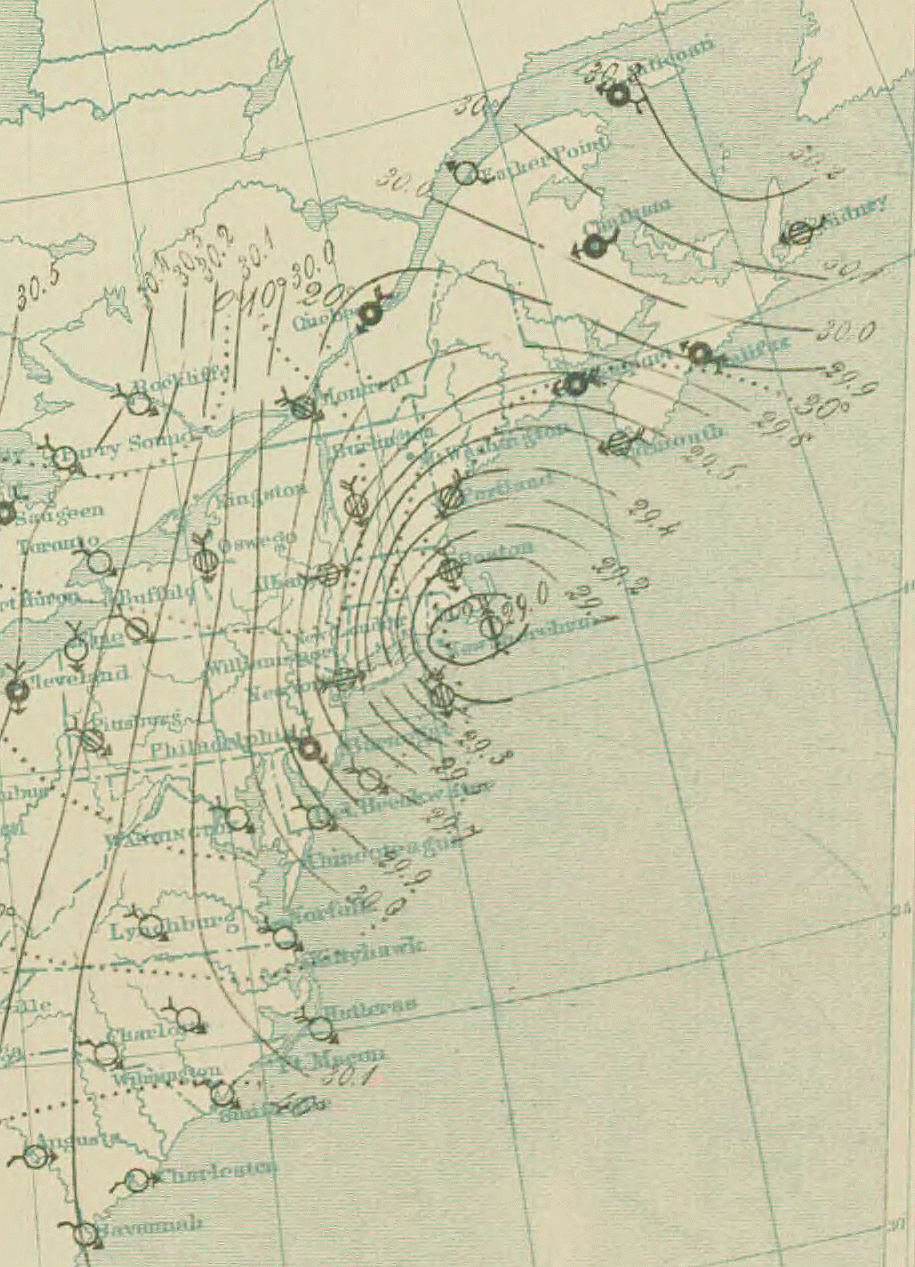
Analyse de surface du Grand Blizzard de 1888. Les zones ayant des variations isobariques plus élevées indiquent les plus forts vents.

Le vent dépend donc de plusieurs facteurs. Il est la résultante des forces qui s’exercent sur la parcelle d’air : la pression, la force de Coriolis, le frottement et la force centrifuge. Le calcul complet se fait avec les équations du mouvement horizontal des équations primitives atmosphériques. En général, la force centrifuge est négligée car la vitesse de rotation autour de la dépression est trop lente et sa valeur est donc très petite par rapport aux autres forces. Cependant, dans une circulation rapide comme celle d’une tornade, il faut en tenir compte.

### Paramétrisation
Avec ces équations, les cartes météorologiques permettent d’estimer le vent en connaissant la pression, la latitude, le type de terrain et les effets locaux même si on n’a pas de mesure directe. Pour l’aviation au-dessus de la couche limite atmosphérique, où le frottement est nul, on utilise une approximation du vent réel que l'on peut obtenir par les équations du vent géostrophique. Il est le résultat de l'équilibre entre les forces de Coriolis et de la variation horizontale de pression seulement. Ce vent se déplace parallèlement aux isobares et sa vitesse est définie approximativement par le gradient de pression.
Le vent du gradient est similaire au vent géostrophique mais en reprenant en plus la force centrifuge (ou accélération centripète) quand la courbure du flux est significative. Il est, par exemple, une meilleure approximation du vent autour d'une dépression ou d'un anticyclone.
Près du sol, dans la couche limite, le frottement cause une diminution des vents par rapport à l’estimation précédente selon ce qu’on appelle la spirale d'Ekman. En général, le vent est de 50 à 70 % du vent géostrophique sur l’eau et entre 30 et 50 % de ce vent sur la terre ferme. Plus le vent est diminué par le frottement, plus il tourne vers la plus basse pression ce qui donne un changement vers la gauche dans l’hémisphère nord et vers la droite dans celui du sud. Cette différence entre les vents réels et géostrophiques se nomme le vent agéostrophique. Il est donc particulièrement important dans la couche limite mais existe également au-dessus de celle-ci car le vent géostrophique n'est qu'une approximation. Le vent agéostrophique est important dans l'alimentation en air humide des dépressions ce qui leur fournit de l'énergie.
Dans les endroits accidentés où le flux d’air est canalisé ou dans les situations où le vent n’est pas dû à un équilibre entre pression, force de Coriolis et frottement comme mentionné précédemment, le calcul est beaucoup plus difficile. Parmi ces cas figurent :
1. le vent antitriptique où on a un équilibre entre la pression et le frottement ;
2. le vent catabatique où l’air froid descend des hauteurs ;
3. le vent anabatique où de l’air est forcé vers le haut d’une pente.

Pour calculer la variation du vent avec l'altitude, le concept de vent thermique a été développé. Il s'agit de la différence du vent géostrophique entre deux niveaux de l'atmosphère. Il porte le nom de thermique parce que la variation du vent avec l'altitude dépend de la variation horizontale de température comme vu antérieurement. Ainsi, dans une masse d'air isotherme, dite barotrope, le vent ne varie pas avec l'altitude alors qu'il variera dans une atmosphère barocline. C'est dans cette dernière situation, près des fronts météorologiques, que l'on retrouve des vents qui augmentent rapidement avec l'altitude pour donner un corridor de vent maximal juste sous la tropopause que l'on appelle un courant-jet.

### Échelle de fluctuation du vent

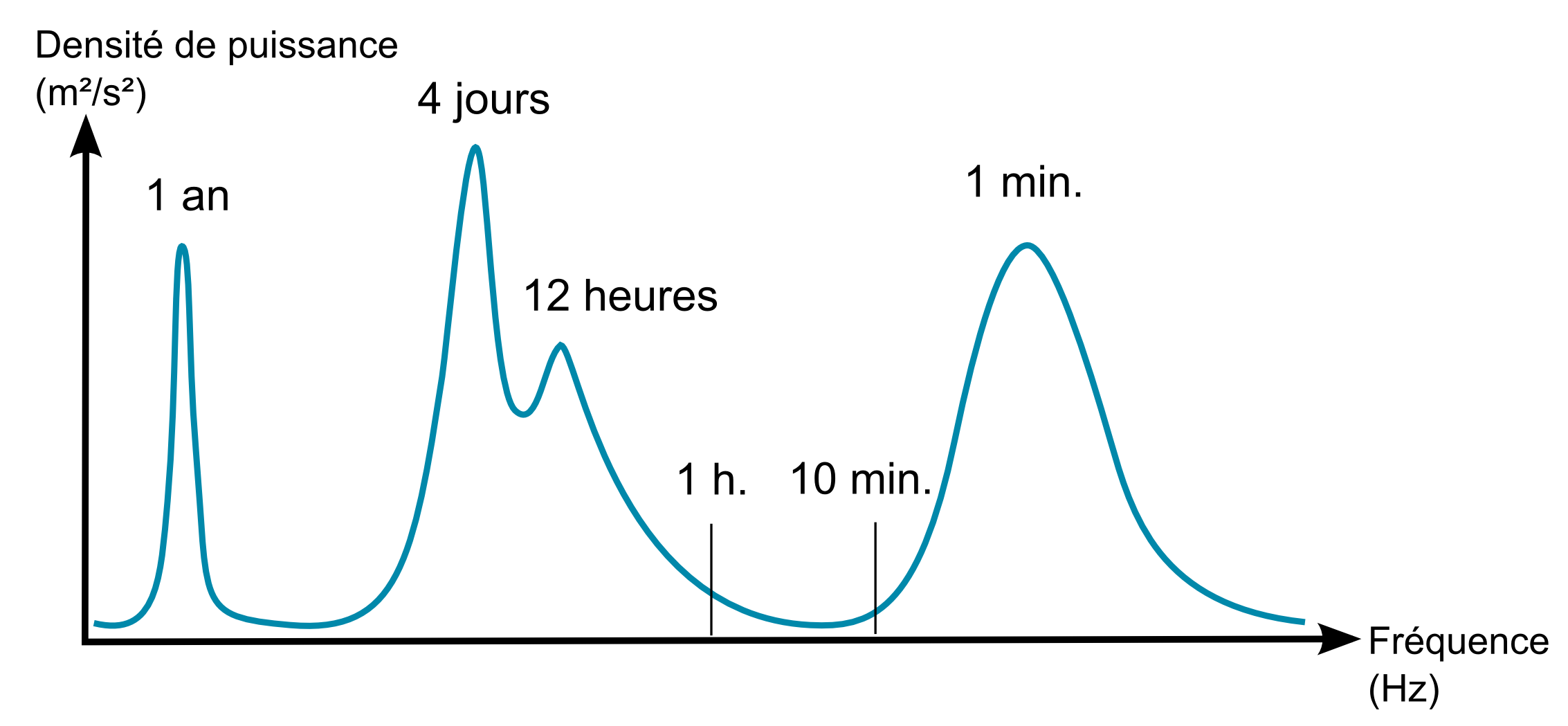
Graphique de Van der Hoven montrant la force des vents en fonction de la période de retour.

Pour une altitude inférieure à 1 000 mètres environ, là où se trouvent les ouvrages bâtis, les forces de frottement dues à la rugosité du sol et les phénomènes thermiques régissent en grande partie les écoulements d’air. Ces phénomènes engendrent des fluctuations de la vitesse du vent, dans le temps et dans l’espace, susceptibles d’exciter les structures les plus souples. Cette zone est appelée couche limite de turbulence atmosphérique.
L’analyse spectrale de la vitesse du vent dans la couche limite turbulente permet de mettre en évidence plusieurs échelles temporelles de fluctuation. La figure ci-contre montre l’allure d’un spectre de densité de puissance représentatif de la vitesse horizontale du vent à 100 mètres au-dessus du sol d’après Van der Hoven. Il s'agit d'une représentation statistique de la répétitivité des fluctuations de puissance du vent en ce point : « La turbulence atmosphérique peut être illustrée par l'existence de tourbillons au sein d’un écoulement. La turbulence est ainsi constituée de mouvements parfaitement aléatoires balayant un large spectre d’échelles spatiales et temporelles »
.
La partie gauche du graphe concerne les systèmes à l'échelle planétaire qui ont une périodicité entre 1 jour et un an, ce qui correspond à une période de retour de différents types de systèmes météorologiques synoptiques. Ainsi, un an représente les vents annuels comme les alizés, quatre jours les vents associés avec la période moyenne entre deux dépressions météorologiques et 12 heures les vents diurnes et nocturnes en alternance. La partie droite du graphe concerne les conditions locales reliées à des conditions de relief ou autres effets de méso-échelle comme la distribution des nuages, le gradient thermique vertical, la vitesse moyenne du vent, la rugosité des sols, etc. Le « trou » entre une heure et dix minutes au milieu correspond à des périodes de grand calme quand les turbulences s'annulent elles-mêmes,.
Les sollicitations répétées et aléatoires des turbulences peuvent solliciter les modes propres de certains ouvrages et conduire à leur ruine si cela n’a pas été pris en compte lors du dimensionnement (comme le pont du détroit de Tacoma en 1940).

### Prévisions météorologiques de court et moyen terme

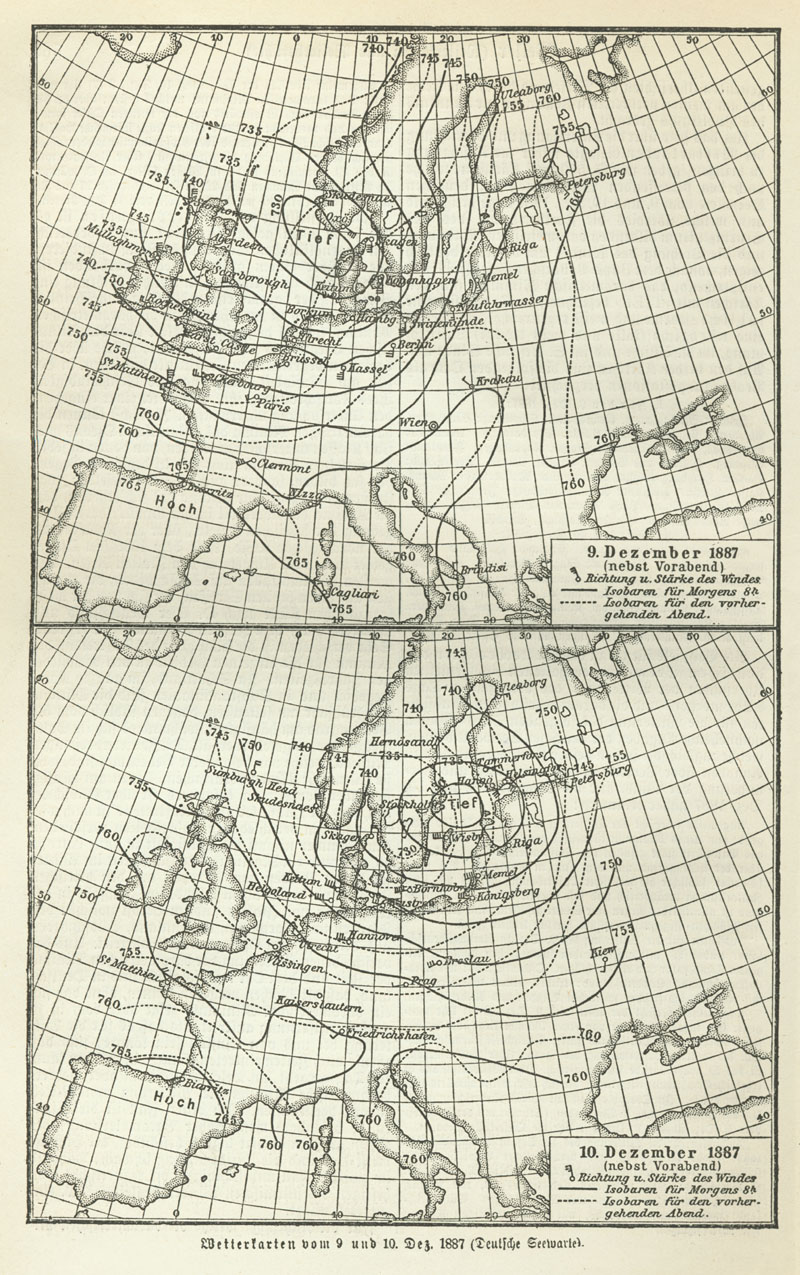
Carte météorologique de l'Europe, 9 et 10 décembre 1887.

Le vent en tant que médium de transport des particules et aérosols et impliqué dans les transferts d'humidité et de chaleur est un élément majeur des systèmes météorologiques. La Terre étant très irrégulière dans la forme de ses continents et l'ensoleillement, il est cependant difficile à modéliser et anticiper ; il dépend des saisons mais aussi de la couverture nuageuse qui est soumise au vent qui tire son énergie des différences de températures qui sont une des résultantes de l'ensoleillement.
Le modélisateur doit tenir compte de nombreux facteurs pour une prévisibilité encore relative : le vent qui se nourrit de multiples sources : d'autres vents, les différences de températures entre deux zones géographiques ou entre deux couches d'atmosphère, la rotation de la Terre, l'attraction terrestre, les effets sur le relief, etc.. obéit ainsi aux lois de l' « effet domino ».
Par exemple, un ouragan né dans l'Atlantique peut très bien rentrer par le golfe du Mexique et venir mourir aux Grands Lacs, perturbant tous les vents locaux sur et autour de sa trajectoire. L'origine de la création de ce cyclone tropical peut très bien être un déséquilibre engendré par un creux barométrique en altitude venant du Sahara qui a été déporté jusque dans l'Atlantique par l'anticyclone des Açores. La prévision des vents jusqu'à plusieurs jours est possible de façon déterministe grâce à la résolution des équations primitives atmosphériques des forces en présence si on tient compte de tous ces facteurs.
Cependant, les valeurs de chaque variable de ces équations ne sont connues qu'en des points distincts de l'atmosphère selon les observations météorologiques. Une légère erreur de ces valeurs peut causer de grande variation, et c'est pourquoi l'on peut dire que la théorie du chaos, les systèmes complexes et plus particulièrement l'effet papillon s'appliquent très bien à la prévision des vents. Edward Lorenz a démontré que les prévisions n'étaient possibles à long terme (un an) que de façon probabiliste car le nombre de facteurs d'environnement est immense mais aussi qu'ils interagissent entre eux, ce qui donne une instabilité temporelle à la résolution des équations.

## Représentation visuelle

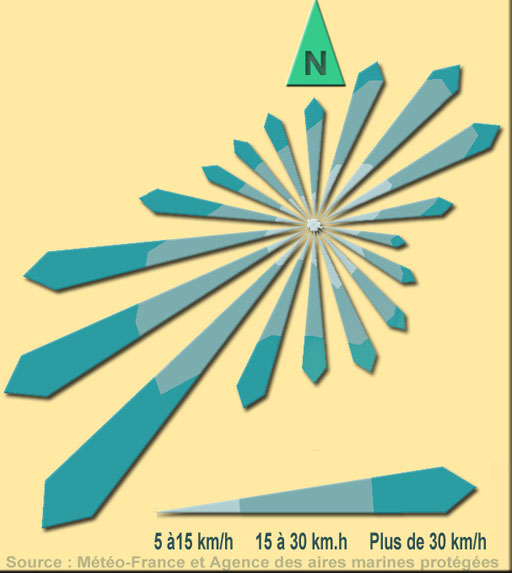
Exemple de représentation graphique en rose des vents à Boulogne-sur-Mer, ville portuaire du pas de Calais.

Plusieurs sites internet offrent des visualisation de données prédictives ou en temps réel du vent et des déplacements des masses d'air. Plusieurs sont cités dans la section des liens externes et on y voit :
- Une représentation graphique des variations de force moyenne des vents selon leur orientation et par là le repérage des vents dominants peut être fait sur les secteurs d'une rose des vents[41] ;
- Comme pour les courants marins, on peut aussi utiliser des codes de couleur, des flèches, des lignes de courant, ou des hampes de vent qui sont des représentations vectorielles de la force (longueur de la flèche ou barbules) et de la direction (sens de la flèche ou de la hampe) du vent. Des animations peuvent représenter sur une carte, et éventuellement à différentes altitudes les évolutions du vent.

Les roses des vents sont aussi utiles aux architectes et urbanistes, notamment pour la construction bioclimatique. Par exemple, dans l'image de droite, la rose des vents montre les vents dominants et leur variation de force moyenne selon leur orientation et direction. Les vents les plus forts se superposent globalement aux courants et à la direction (résultante) du déplacement de la masse d'eau de la Manche vers la Mer du Nord. Ces vents quand ils vont dans le même sens que la marée peuvent causer des "surcotes" de marée haute, c'est-à-dire une mer plus haute qu'annoncée par le calcul du simple coefficient de marée, dont la hauteur est estimée par la partie du bas.

## Mesure du vent

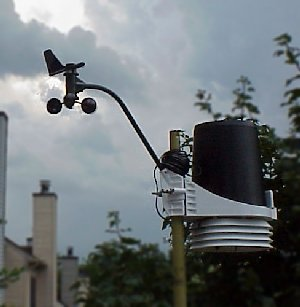
Anémomètre et girouette.

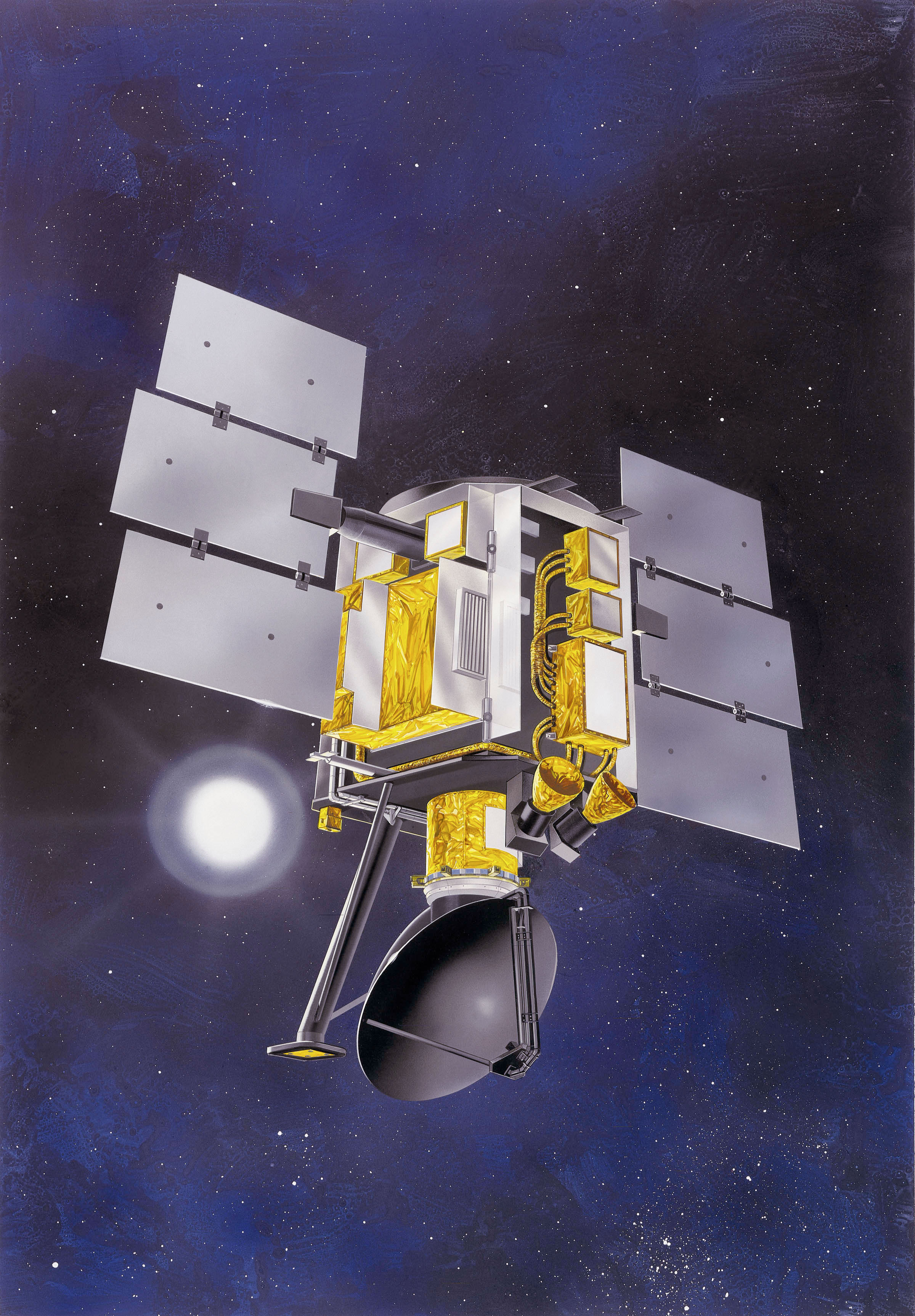
Satellite QuikSCAT qui mesure les vents grâce à un diffusomètre.

Au sol, en mer et en altitude, le vent est mesuré en kilomètres par heure, en mètres par seconde ou en nœuds. Des stations météorologiques en font des mesures directes sur terre ou en mer grâce à un anémomètre, qui en donne la vitesse, et une girouette (ou une manche à air), qui en donne la direction. Les anémomètres mécaniques sont formés de coupelles qui tournent autour d'un axe quand le vent souffle. Il existe d'autres versions dont celles dites à fil chaud où le changement de température d'un thermistor causé par le flux d'air correspond à la vitesse de ce dernier.
La variation des vents selon l'altitude est suivie par radiosondage ou via le mouvement d’un ballon-sonde mesuré depuis le sol. La mesure du déplacement d'un ballon ascensionnel dépourvu de sonde à l'aide d'un théodolite constitue une alternative économique au radiosondage. Les radars météorologiques Doppler, les profileurs de vent, les lidars Doppler et les sodars sont aussi des instruments de télédétection au sol capables de mesurer la vitesse du vent en altitude.
Depuis l’espace, grâce à certains instruments radars embarqués de satellites météorologiques, on estime les vents partout sur Terre dont dans les lieux inhabités (déserts, haute montagne, océans). C'est également de cette façon que les vents sur les autres planètes sont estimés. En 2018, un nouvel instrument appelé Aladin, mesurant le vent au moyen d'un laser, est mis en orbite (satellite Aeolus) pour mieux cartographier (en temps réel) les vents dans la colonne atmosphérique, dans le cadre du programme « Living planet » de l'ESA. Ce programme vise à mieux observer la Terre et comporte également les missions CryoSat, SMOS ou GOCE.
En aviation, la vitesse du vent est estimée en utilisant deux tubes de Pitot, le premier dans la direction opposée au déplacement et le second perpendiculairement à celui-ci.
Les marins estiment sa force en utilisant l’échelle de Beaufort (échelle fermée à 13 niveaux de force 0 à force 12) s’ils n’ont pas d’instruments pour la mesurer. Cette échelle relie l’effet du vent sur la mer (hauteur des vagues, production d’embruns, etc.) à sa vitesse. L'échelle de Fujita et l'échelle de Fujita améliorée utilisent les dommages causés par une tornade pour estimer la force qu'avaient ses vents.

### Records terrestres
L’Organisation météorologique mondiale (OMM) a homologué début 2010 le record du vent le plus violent jamais observé scientifiquement sur Terre, hors ceux des tornades. Il s'agit de rafales de 408 km/h enregistrées le 10 avril 1996 à l’île de Barrow (Australie-Occidentale) lors du passage du cyclone Olivia. Le précédent record de 372 km/h datait d'avril 1934 au sommet du mont Washington aux États-Unis. Cependant, le cyclone Olivia n'est pas considéré lui-même comme le plus violent à avoir affecté la région australienne car ce record ne représente pas l'intensité générale du système.
La mesure record dans une tornade a été effectuée à Moore en Oklahoma lors de la série de tornades de l'Oklahoma du 3 mai 1999. À 18 h 54, un radar météorologique Doppler mobile a détecté des vents de 484 km/h ± 32 km/h dans le tourbillon près de Bridge Creek à une hauteur de 32 mètres au-dessus du sol. Le record précédent était de 414 à 431 km/h mesuré dans une tornade près de Red Rock (Oklahoma). Cependant, les vents au sol ont pu être plus faibles à cause du frottement.
Le record du monde de vent enregistré par une station au niveau de la mer dans des conditions non reliées aux tornades ou aux cyclones tropicaux est celui de la station météorologique de la base antarctique Dumont d'Urville en Terre Adélie. Celle-ci est en opération depuis 1948 et les vents catabatiques y soufflent presque constamment. Leur moyenne annuelle est d'environ 35 km/h et le nombre de jours avec des vents de plus de 60 km/h est d'environ 300. Le record à cette station date du 16 juin 1972 à 17 h 30 locale, lors d'un phénomène de Loewe de changement brusque de la force des vents catabatiques, alors que le vent atteignit 320 km/h pendant 5 minutes, avec une pointe de 326 km/h.
Enfin, lors de la tempête Martin, le 27 décembre 1999 à minuit, un radiosondage effectué par Météo-France a enregistré une vitesse du vent exceptionnelle de 529 km/h dans le courant-jet à 8 138 mètres d'altitude au-dessus de Brest.

### Sur les autres planètes
Des vents de plus de 300 km/h soufflent sur Vénus et font que ses nuages font le tour de la planète en 4 à 5 jours terrestres.
Lorsque les pôles de la planète Mars sont exposés aux rayons du soleil à la fin de l'hiver, le CO2 congelé est sublimé, créant ainsi des vents quittant les pôles à plus de 400 km/h ce qui va alors transporter des quantités importantes de poussière et de vapeur d'eau à travers tous les paysages martiens. Il existe également des vents subits et liés à l'activité solaire qui ont été surnommés cleaning event par la NASA parce qu'ils apparaissaient subitement et dépoussiéraient tout, y compris les panneaux solaires,.
Sur Jupiter, les vents soufflent jusqu'à 100 m/s (360 km/h) dans les zones de courant-jet. Saturne fait partie des records du système solaire avec des pointes à plus de 375 m/s (1 350 km/h). Sur Uranus, dans l'hémisphère nord jusqu'à 50° de latitude, la vitesse peut monter à 240 m/s (864 km/h) « seulement »,,. Finalement, par-dessus les nuages de Neptune, les vents dominants peuvent atteindre 400 m/s (1 440 km/h) le long de l'équateur et jusqu'à 250 m/s (900 km/h) à ses pôles. Il existe en outre un courant-jet extrêmement puissant à 70° de latitude Sud qui peut atteindre 300 m/s (1 080 km/h),.

## Utilisations du vent

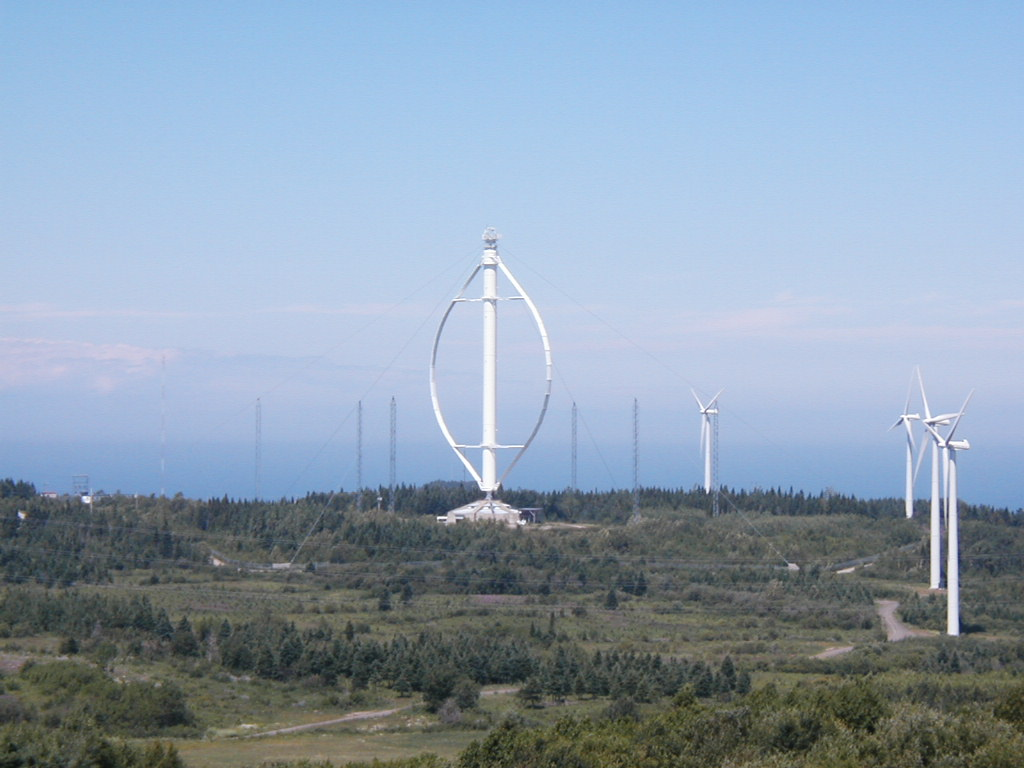
La plus grande éolienne à axe vertical du Monde, Cap-Chat, Gaspésie, Québec.

Les vents sont une source d’énergie renouvelable, et ont été utilisés par l'Homme à travers les siècles à divers usages, comme les moulins à vent, la navigation à voile ou plus simplement le séchage. Différents sports utilisent le vent dont le char à voile, le cerf-volant, le vol à voile, la planche à voile et le kitesurf. Il sert également à aérer, assainir, rafraîchir les milieux urbains et les bâtiments. Le vent est une de nos plus anciennes sources d'énergie et une grande partie de toutes nos productions tire parti du vent ou lui est adapté. Aujourd'hui encore, il est un intense sujet de recherche car son potentiel d'utilisation demeure encore largement inutilisé tant via des éoliennes que des systèmes de pompe à chaleur ou pour assainir l'air urbain par une urbanisation raisonnée des villes en tenant compte du vent.

### Séchage et assainissement

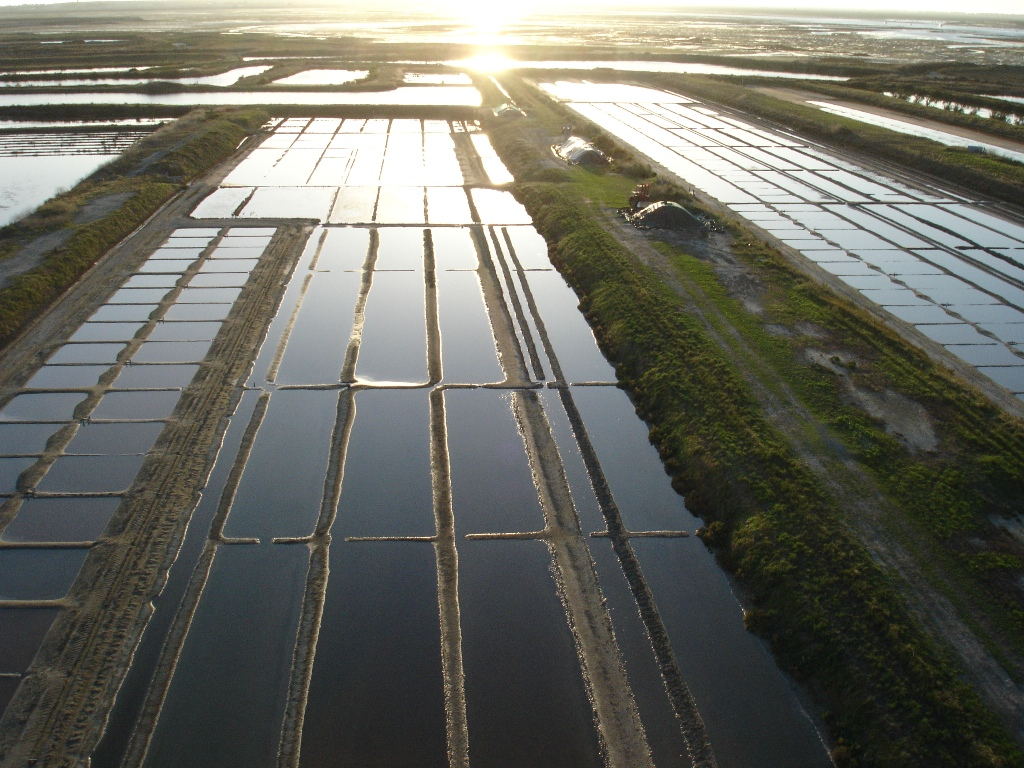
Vue aérienne des marais salants près de Loix-en-Ré.

La première utilisation du vent par l'Homme fut simplement l'aération et le séchage. En effet, un lieu où l'air stagne va assez rapidement se charger en odeur mais aussi permettre le développement de différentes maladies et développement de moisissures (s'il y a un minimum d'humidité).
Très vite, l'Homme découvrit que des objets laissés au vent séchaient plus vite, cela est dû à deux phénomènes distincts : d'une part, l'air en mouvement vient frapper l'objet désiré et va donc communiquer une énergie qui permet d'arracher l'humidité à l'objet, poreux ou non, si l'objet est poreux et se laisse traverser par le vent, l'efficacité sera renforcée. D'autre part, l'air et les objets en contact avec celui-ci ont tendance à vouloir équilibrer leur taux d'humidité. Cependant, l'eau, même sous forme de vapeur, a une forte valeur de tension superficielle (comme une bulle d'air dans l'eau) et si elle va se dissiper dans les environs immédiats de l'objet qui sèche, les forces de tension vont globalement créer une bulle d'humidité, et ce d'autant que l'air chargé d'humidité est plus lourd et voit sa montée contrariée par l'air plus froid au-dessus de lui, ce qui crée une colonne de pression locale prenant la forme d'une demi-bulle en l'absence de vent. Le soleil ne va aider ici qu'à augmenter la quantité de vapeur soluble dans l'air. Sans vent, le séchage va s'arrêter même en plein air car la diffusion de l'humidité dans l'air se fera de manière très lente et même freinée par les forces intermoléculaires mais aussi par le fait que l'air ne se sature pas plus en humidité que son point de rosée ne le permet. Ce point de rosée dépend de la température de l'air. La température engendre un mouvement brownien permettant le transfert léger au sein de la masse d'air. Cet effet a été mis en évidence, étudié et très bien calculé dans le séchage du bois. Toute masse d'air est donc hydrophile jusqu'au maximum de son point de rosée. Dans une atmosphère non renouvelée, le séchage ne pourrait s'achever que si la quantité d'eau à extraire était inférieure au point d'équilibre du milieu.
De même, dans le cas des marais salants, le soleil va fournir l'énergie de réchauffement qui optimisera la présence de vapeur d'eau libre en surface de l'eau et augmentera la quantité d'eau captable dans l'air. C'est le vent qui va alors emporter cette eau via l'air déplacé et donc contribuer au séchage en renouvelant l'atmosphère, ce qui empêche le milieu d'atteindre son point de saturation.
L'aération est donc également une méthode pour éviter la prolifération d'humidité due aux activités diverses dans un bâtiment, or l'aération dépend de la présence de vent.
Exemples de relation sécheresse d'un bois/paramètres de séchage.
| Degré hygrométrie du bois | Température | Hygrométrie atmosphère |
| ------------------------- | ----------- | ---------------------- |
| Séchage jusqu'à 50 %      | 62°         | 80-85 %                |
| Séchage jusqu'à 40 %      | 63°         | 85 %                   |
| Séchage jusqu'à 30 %      | 64°         | 80 %                   |
| Séchage jusqu'à 15 %      | 68°         | 50 %                   |

Selon ce tableau, on voit bien que pour sécher un bois jusqu'au bout, il faut renouveler l'atmosphère, sans quoi il ne descendra jamais en dessous d'un certain seuil d'hygrométrie.

### Transport aérien

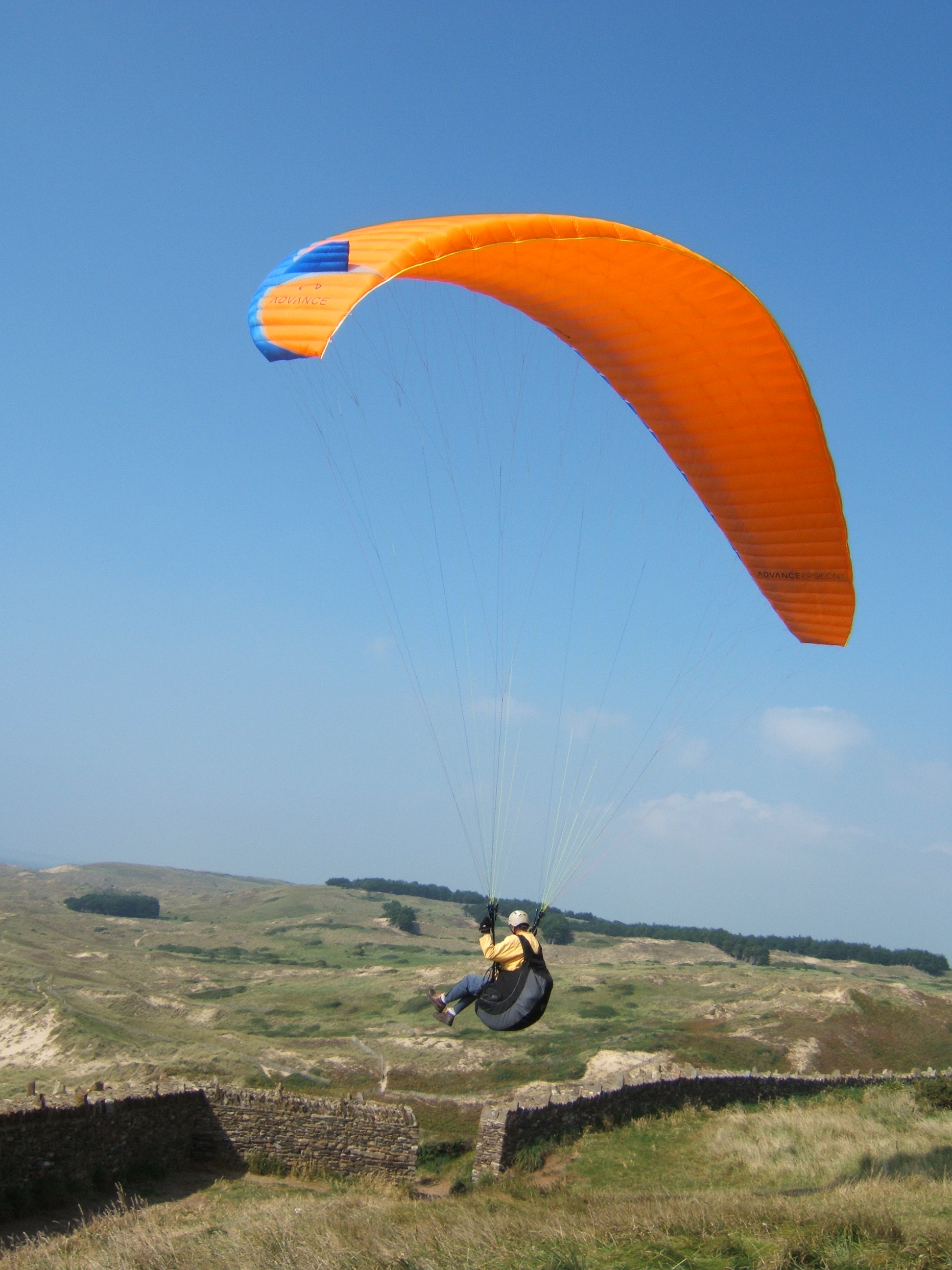
Parapente au décollage.

Les montgolfières utilisent le vent pour des petits voyages. Le vent de face augmente la portance lors du décollage d'un avion et augmente la vitesse de ce dernier s'il est dans la même direction que le vol, ce qui aide à l'économie de carburant. Cependant, en règle générale, le vent gêne le mouvement des aéronefs lors de voyages aller-retour. En effet, soit v la vitesse du vent et soit a la vitesse relative de l'aéronef par rapport à la masse d'air. En vent arrière, la vitesse de l'aéronef est v + a et en vent de face, la vitesse de l'aéronef est v - a. On note que cette quantité peut être négative si v > a. Dans ce cas, l'aéronef ne peut pas revenir à son point de départ.
La vitesse moyenne au cours de l'aller-retour est {\displaystyle \textstyle {2/({1 \over a+v}+{1 \over a-v}})={a^{2}-v^{2} \over a}}. La perte de performance est du second ordre, ce qui signifie que pour des vents faibles, cette perte de performance est négligeable. Toutefois, en cas de vitesses et/ou directions de vent variables en fonction de l'altitude, les avions à moteur peuvent effectuer des économies de carburant en exploitant ces différentiels. En outre, les planeurs peuvent aussi exploiter ces différentiels de vitesse de vent en effectuant un piqué dos au vent et une ressource face au vent à la manière de certains oiseaux à la surface de la mer. Comme la vitesse du vent augmente avec l'altitude, le planeur peut gagner de l'énergie de cette manière. Il a été prouvé qu'un gradient de 0,03 m/s par mètre est suffisant.
Le système le plus efficace actuellement est celui du cerf-volant (ou du parachute ascensionnel). La force du vent tend à faire monter l'engin si celui-ci est face au vent. Les planeurs peuvent aussi directement utiliser l'énergie éolienne en effectuant un vol de pente. Lorsque le vent rencontre une chaîne de montagnes continue, la masse d'air doit s'élever. Ceci est aussi vrai pour les parapentes et les deltaplanes. En règle générale, le planeur ayant le taux de chute le plus faible sera le plus efficace pour exploiter le vol de pente et des pilotes ont ainsi pu parcourir des distances de plus de 1 000 km. Dans certains cas, le parapente peut être plus efficace car il pourra exploiter des ascendances de petite dimension grâce à sa vitesse réduite. Cependant, le fait que seuls certains lieux géographiques et saisons soient propices à leur utilisation les cantonnent essentiellement à un loisir et pas à un mode de transport.
Les zones de cisaillement des vents causées par des conditions météorologiques diverses peuvent devenir extrêmement dangereuses pour les avions et leurs passagers.

### Transport maritime

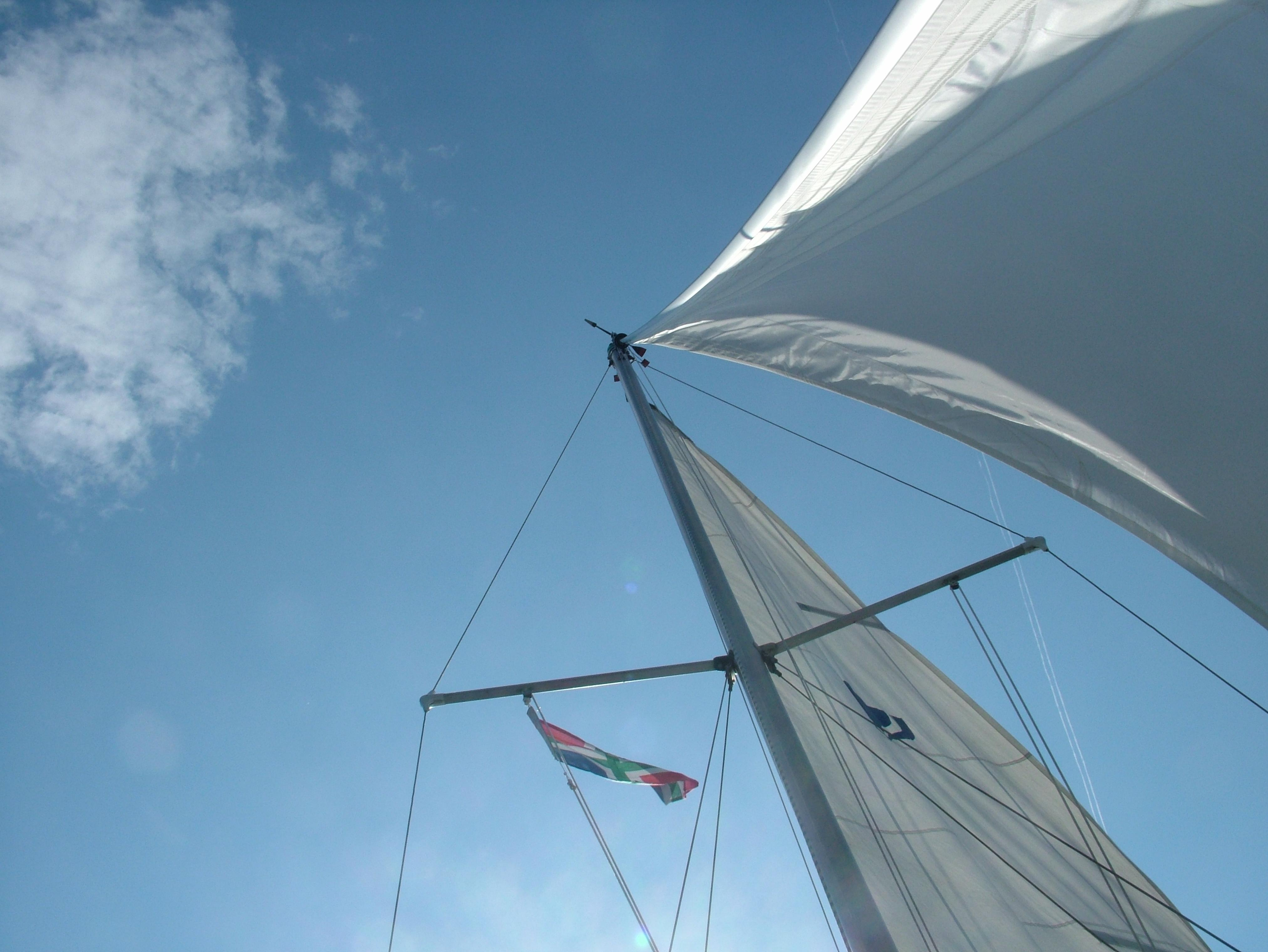
Vue de voiles d'un bateau actuel.

La marine à voile existe depuis les temps les plus anciens, au Néolithique, avant même la naissance de l'écriture, et s'est perfectionnée jusqu'à nos jours où malgré les simulations par ordinateur, les calculs de profils, les nouveaux matériaux et les essais en soufflerie, les découvertes continuent. Aujourd'hui, dans les pays développés, les bateaux à voile sont essentiellement devenus des bateaux de loisirs, mais il reste encore l'un des modes de locomotion le plus utilisé à travers le monde car simple, propre, nécessitant peu d'entretien et surtout qui se passe de carburant. La marine à voile est intimement liée à toute notre histoire que ce soit pour migrer, peupler, commercer, échanger, communiquer, se battre ou conquérir. L'Homme fit le tour de la Terre dans ces bateaux bien avant l'invention du bateau à vapeur ou autres engins modernes.

### Transport terrestre
C'est l'utilisation la plus marginale du vent car assez peu adaptée. Il existe, pour le loisir, des chars à voile essentiellement utilisés dans des grandes plaines, mais surtout en bord de mer. Des traîneaux à voile ont parfois été utilisés en zones enneigées et praticables comme les pôles. Les zones terrestres sont souvent très encombrées, pas très planes et avec des vents déformés, la liberté de mouvement réduite et les trajets tortueux rendent donc cet usage compliqué et dangereux. Le traîneau à voile apparaît dans Le Tour du monde en quatre-vingts jours.

### Énergie mécanique ou électrique

Schéma d'une éolienne.

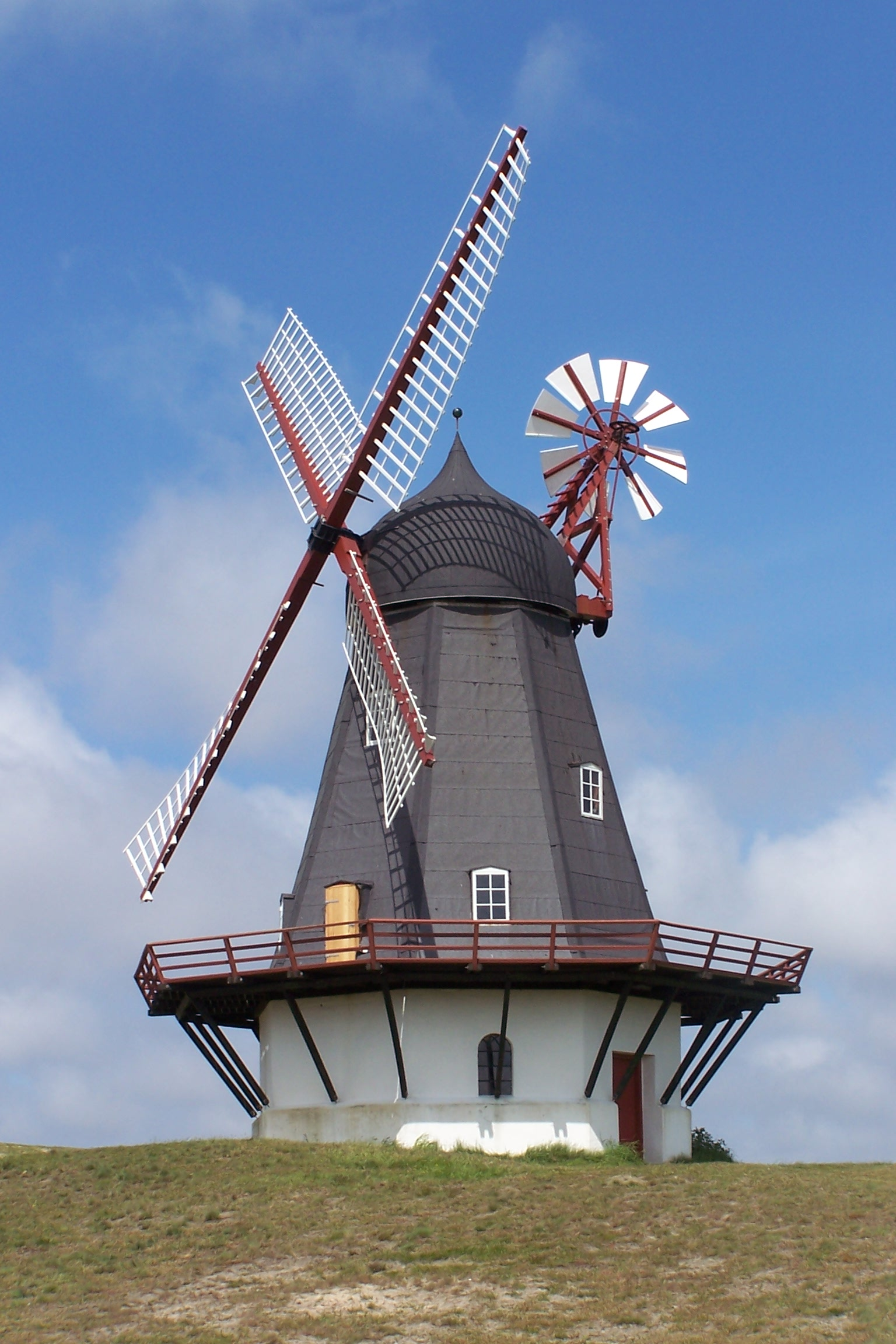
Moulins à vent à Fanø.

Depuis l'Antiquité, des moulins à vent convertissent le vent en énergie mécanique pour moudre du grain, presser des produits oléifères, battre le métal ou les fibres et pomper de l'eau. Ils seront introduits en Europe par l'Espagne, grâce aux Maures.
Il faudra attendre Zénobe Gramme et sa dynamo en 1869 pour que le moulin puisse donner naissance à l'éolienne. En 1888, Charles F. Brush est le premier à avoir construit une petite éolienne pour alimenter sa maison en électricité, avec un stockage par batterie d'accumulateurs. La première éolienne « industrielle » génératrice d'électricité est développée par le Danois Poul La Cour en 1890, pour fabriquer de l'hydrogène par électrolyse. Les recherches les plus intenses actuellement sur l'utilisation du vent portent sur les éoliennes afin d'augmenter leur rendement en prise sur le vent, résistance aux fluctuations, rendement en production électrique et la meilleure détermination des corridors de vent.

### Production d'eau potable
Eole Water est une entreprise française dans le domaine des systèmes de production d’eau par condensation de l’air. Elle a développé des capacités de production d'eau potable à partir de l'énergie éolienne ou solaire.

### Vent et urbanisme
Le vent interagit avec toute chose, y compris les constructions humaines. Nos villes ont d'ailleurs parfois généré un urbanisme si particulier que certaines grandes places publiques deviennent infréquentables à pied si le vent se lève un peu. En effet, bloquer le vent par des structures urbaines ne fait que le canaliser tout en l'intensifiant. Par contre, un bon arrangement des lieux aère, nettoie, contrôle la température et purifie les lieux.
Les différents types d'effets des vents urbains :
- effet de coin : effet d'écoulement au coin qui coince ou crée une résistance au vent ;
- effet de sillage : effet de circulation tourbillonnaire en aval d'une construction ;
- effet de porche : accélération locale du vent à cause d'une construction sur pilotis ou bien d'un porche dans une barre construite ;
- rouleau tourbillonnant : phénomène tourbillonnaire en amont d'une construction ;
- effet de barre : déviation en vrille d’un vent qui arrive entre 45 et l’axe d’une construction en forme de barre. On peut limiter l’effet en aménageant le toit et les arêtes de la construction[67] ;
- effet Venturi : pincement du vent qui provoque des aspirations latérales s'il y a des ouvertures à cet endroit ;
- suite d'immeubles interrompue : perturbation locale créée par l'absence brutale d'une construction dans une suite harmonieuse ;
- effet du désaxement : quand des bâtiments sont implantés régulièrement mais désaxés les uns des autres, cela crée des pressions locales et aide à éviter l'amplification du vent ;
- effet des différences de hauteur : toute modification brutale de la topographie engendre des perturbations telles les tours urbaines, certaines places publiques sont désertées au moindre vent à cause de la présence d'une tour qui produira des tourbillons disproportionnés pour le lieu ;
- effet de canalisation : proche de l'effet venturi ;
- effet de maille : complexification de l'urbanisation dont l'effet peut être positif ou négatif ;
- effet de pyramide : que ce soit de manière régulière ou en gradin, la pyramide crée des perturbations mais, en raison de sa forme limite les effets au sol.

### Vent et construction

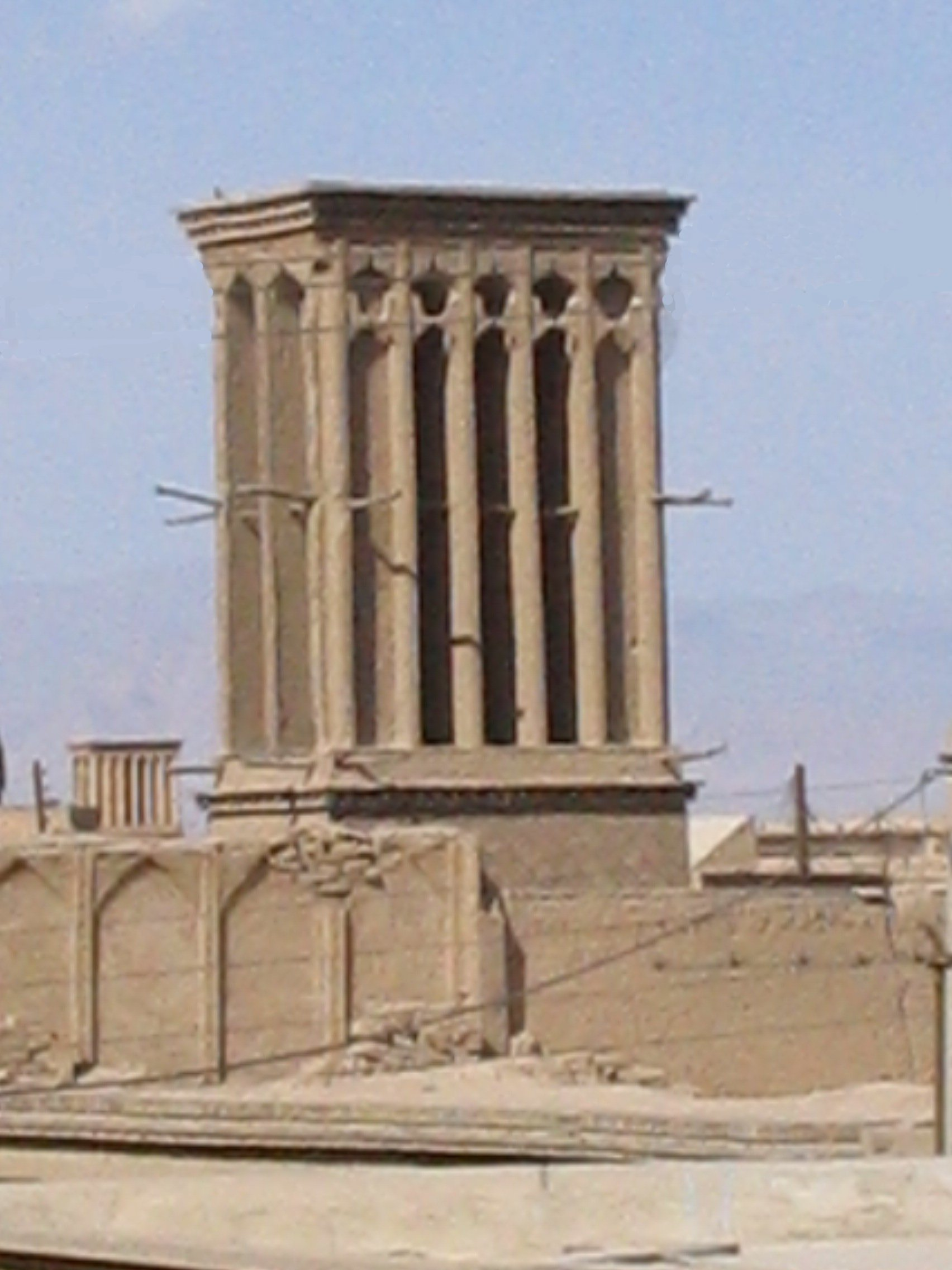
Un badgir ou « tour à vent » sur les toits de Yazd.

Un bâtiment, suivant son affectation et sa localisation, est conçu pour profiter ou éviter des propriétés particulières du vent. Le vent, par convection, dissipe ou accélère la dissipation de la chaleur par les parois. L'effet produit est un refroidissement des murs et de l'atmosphère, ce qui peut être bénéfique dans les climats chauds, mais préjudiciable dans les climats septentrionaux.
Le vent contribue d'autre part à la ventilation du bâtiment et à l'évacuation de l'humidité ambiante, ou stockée dans les murs. Le tirage thermique des cheminées peut être affecté par le vent.
Dans les régions chaudes, pour refroidir les habitations, on ajoure les murs d'un bâtiment par des fenêtres ornées ou non de grilles ou de moucharabieh (fermeture d'une ouverture conçue pour laisser passer l'air et la lumière mais ne permettre de voir que depuis l'intérieur) mais également grâce à des conditionnements d'air mécaniques comme les tours à vent ou Badgir qui permettent de puiser un air d'altitude plus frais mais également moins chargé en sable. Ce système est à ce point efficace qu'il permet même de fournir en permanence un refroidissement des réservoirs d'eau. Un projet actuellement réalisé reprend ce même principe en Égypte, il s'agit du marché de New Baris. Il permet aussi de faire l'inverse, de réchauffer les habitations en hiver en capturant la chaleur de l'air pour le quartier de Bedzed à Beddington au Royaume-Uni.
Les moulins à vent comme les éoliennes quant à eux cherchent les points les plus exposés au vent pour profiter de l'énergie cinétique éolienne.

### Loisirs

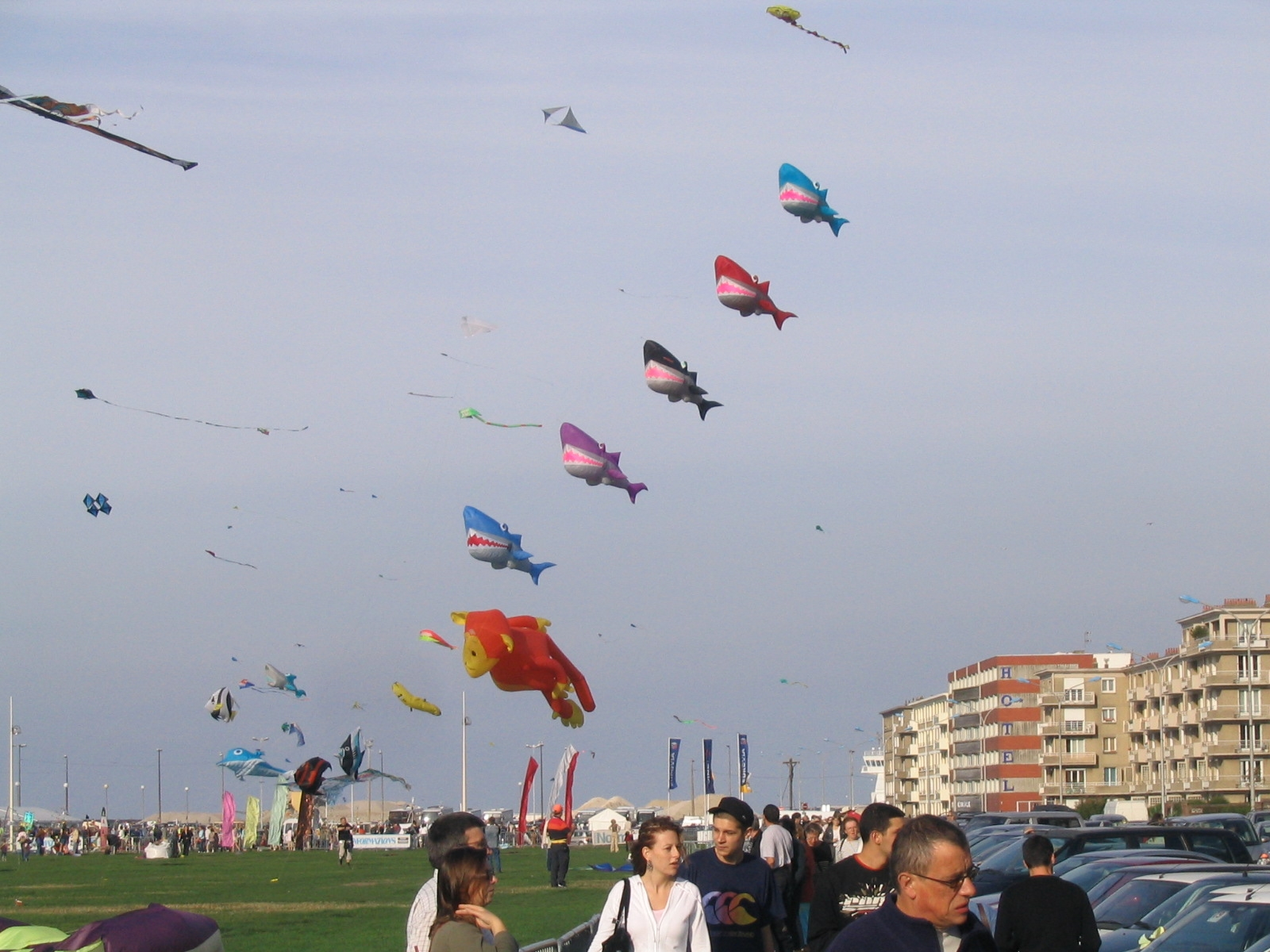
Compétition de cerfs-volants à Dieppe en 2006.

Le vent est parfois utilisé pour les distractions comme dans les cas des cerfs-volants, pour les sports nautiques (kitesurf, planche à voile), le vol à voile voire dans les vols de montgolfières. Les bulles de savon demandent également un léger vent pour pouvoir être utilisées, tout comme les moulins à vent de plage ou les maquettes de voilier. Le vent sert aussi indirectement en créant des vagues qui seront utilisées pour le surf.

### Autres
Il existe certains équipements destinés à produire un son par le vent, tels les mobiles-carillons ou la tuile à loups auvergnate qui était orientée de manière à provoquer un ronflement caractéristique lorsque les vents venaient du nord. Les vents du nord provoquent un refroidissement de la région et diminuent le gibier disponible rendant les loups affamés et donc dangereux pour le bétail et même les hommes, c'était donc un signal d'alerte,.

## Influences sur la culture

### Religions

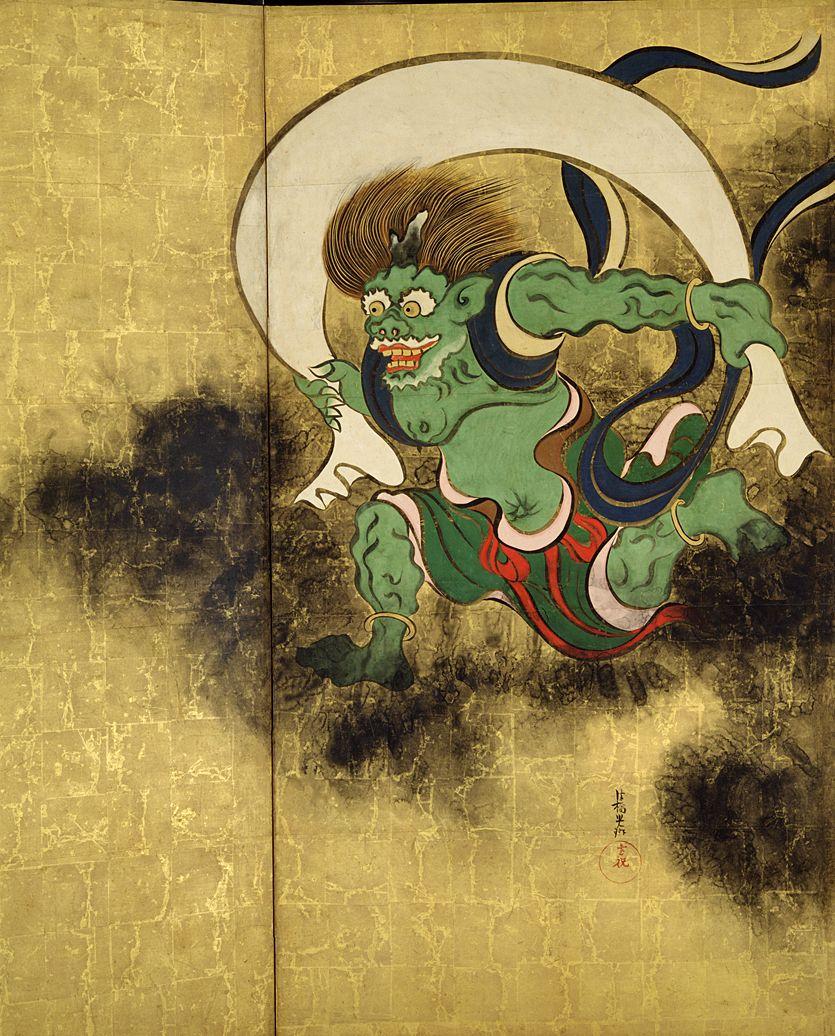
Fūjin, le dieu du vent dans la mythologie japonaise.

Le vent a inspiré dans les civilisations humaines de nombreuses mythologies ayant influencé le sens de l’Histoire. Beaucoup de traditions religieuses personnifient le vent :
- Éole, dieu du vent dans la Rome et la Grèce antiques ;
- Borée, Euros, Notos et Zéphyr étaient les dieux secondaires des vents chez les Grecs ;
- Fūjin, dieu du vent de la mythologie japonaise ;
- Chi Po, dieu des vents chinois ;
- Le Saint-Esprit dans la théologie chrétienne s’est manifesté parfois par un vent mais n’est pas le dieu du vent ;
- Amon, dieu du soleil et du vent chez les Égyptiens ;
- Kirk, dieu du vent chez les Celtes ; Tarann y étant celui du tonnerre[72] ;
- Quetzalcóatl, ou serpent à plumes, ou encore Tezcatlipoca blanco, est le dieu de la créativité et de la fertilité mais aussi du vent chez les Toltèques. Les Mayas l'appellent : Kukulcan[73] ;
- Marouts, dieux de l'atmosphère et génies des vents (les Marouts, jeunes guerriers exubérants, au nombre de onze ou vingt, gardaient le soma, boisson préférée d'Indra, et l'accompagnaient dans ses déplacements[74]) ;
- djinns, esprits immatériels de la civilisation arabe, appelés aussi spécifiquement Maritins pour ceux qui peuplent l'air.

La tradition orale canadienne française raconte que « lorsqu'on aperçoit un pied-de-vent, c'est que le bon Dieu descend sur Terre ».

### Expressions populaires
Le vent étant omniprésent, il a suscité beaucoup d'expressions populaires dont quelques-unes sont détaillées ici car ne décrivant pas de vents mais s'inspirant de son comportement. Ces expressions se réfèrent au vent pour sa vitesse, sa force, son homogénéité, son symbolisme ou au fait que c'est juste un mouvement d'air donc sans substance réelle ou à l'inverse soulignent la tendance aléatoire et anarchique du vent.
En voici quelques-unes des principales, :
- « vent d'enthousiasme, de liberté, de panique, de folie » : émotion collective.
- « contre vents et marées » : proposer quelque chose en dépit de tous les obstacles, même de l'avis général.
- « du vent ! » : prier quelqu'un ou un animal de s'en aller, synonyme de Du balai !.
- « quel bon vent vous amène ? » : formule de politesse pour accueillir quelqu'un en soulignant que l'on pense que seul du bon peut être amené par cette personne.
- « qui sème le vent récolte la tempête » : à ne semer que des contrariétés, même petites, un grave incident va survenir à cause de tout cela.
- « être ouvert aux quatre vents » : lieu à travers lequel le vent circule librement dans toutes les directions.
- « (ne pas) être dans le vent » : synonyme (ne pas) être dans le coup, (ne pas) suivre la tendance esthétique ou de comportement d'un groupe social de référence.
- « sentir (passer) le vent du boulet » : échapper de très peu à un danger.
- « être vent dedans, vent dessus, ou avoir du vent dans les voiles » : être ivre.
- « le vent tourne » : une situation est en train de changer complètement.
- « avoir eu vent de » : avoir été informé de quelque chose essentiellement à la suite de rumeurs ou sans vouloir indiquer la source de l'information…
- « mettre un vent à quelqu'un » : passer à côté d'une personne en l'ignorant totalement. Généralement cette dernière avait la main tendue pour dire bonjour et s'est sentie bien seule...
- « lâcher un vent » : avoir des gaz.

### Arts

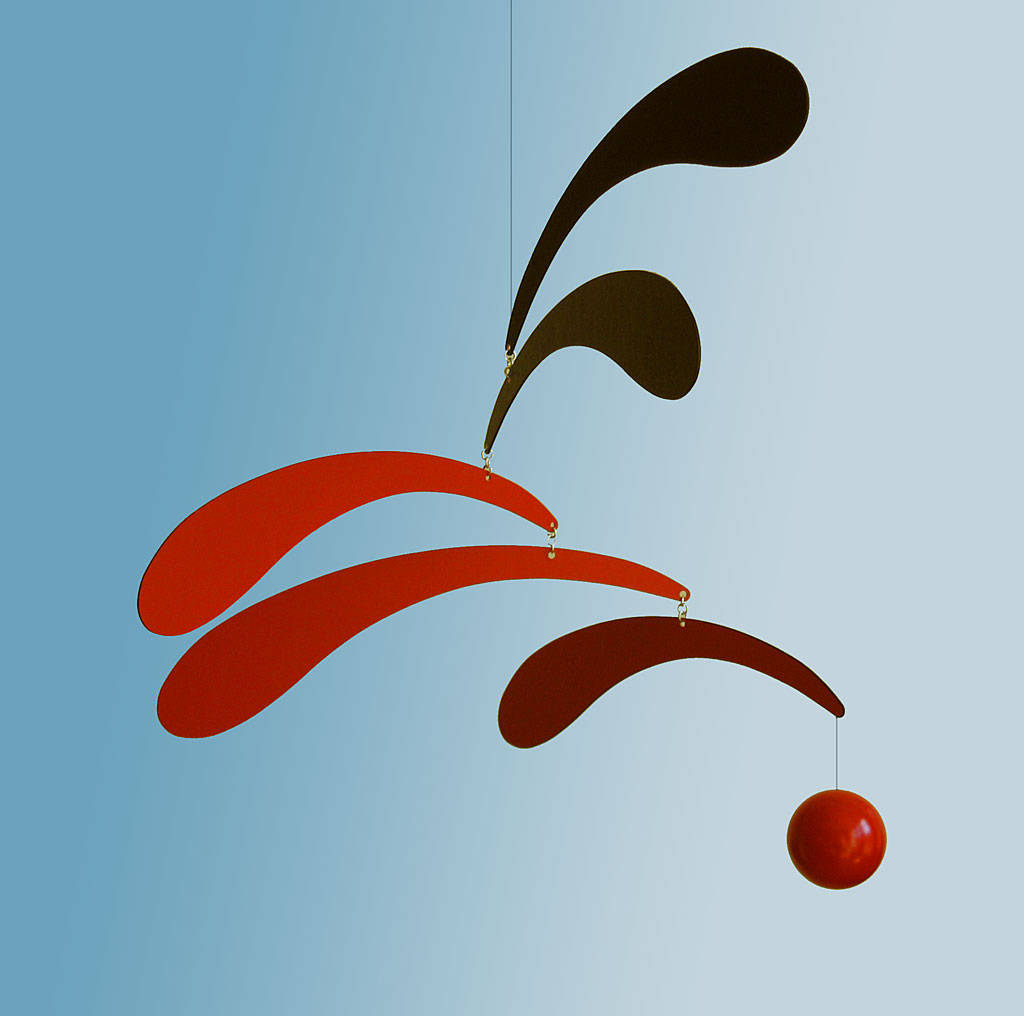
Mobile design de style Alexander Calder.

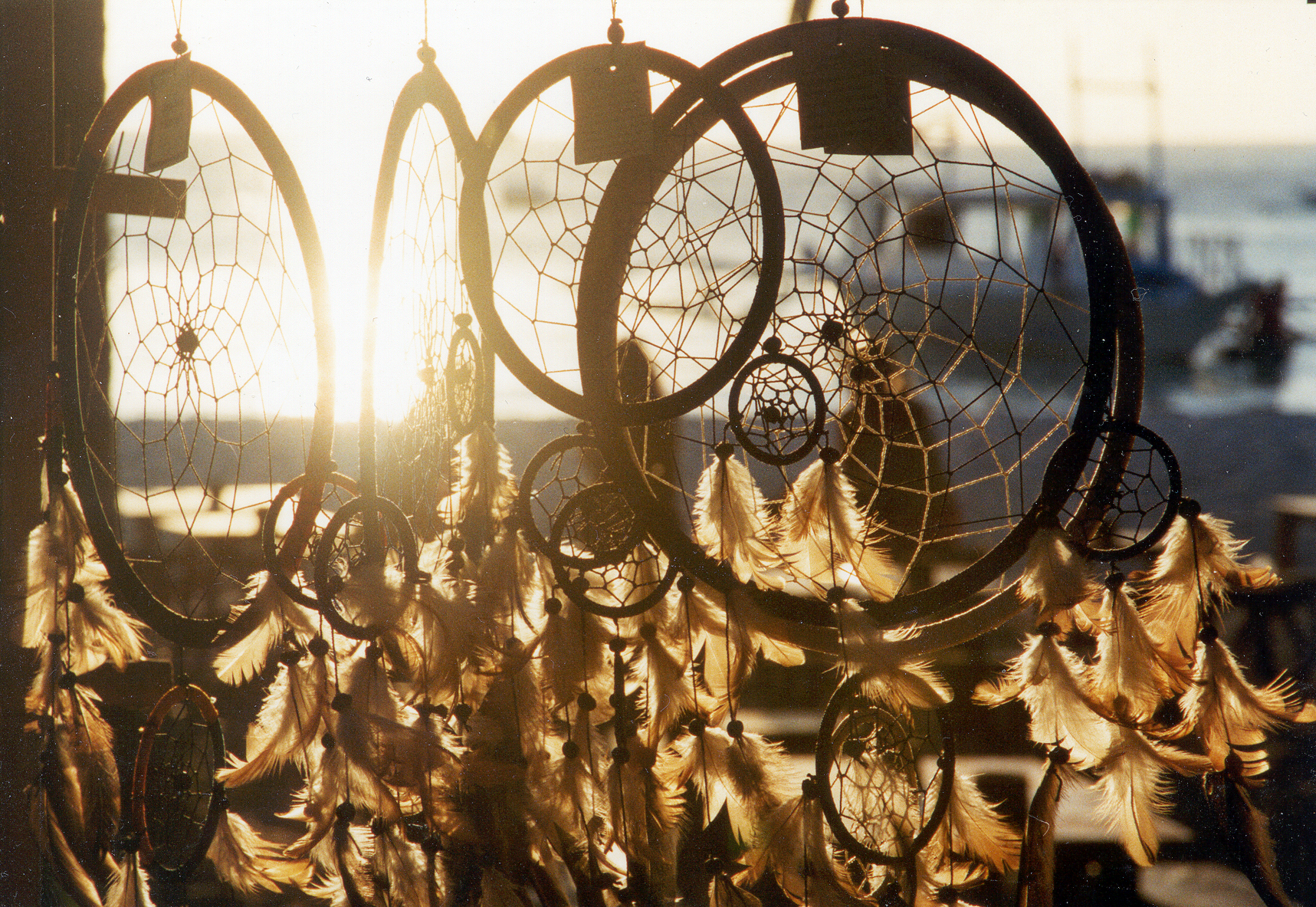
Pièges à rêves ou Attrapeur de rêves.

Le vent est présent dans le dessin, la peinture, les infographies mais aussi les sculptures. Il existe des arts spécifiques sur le vent : les mobiles. Il existe essentiellement deux catégories de mobiles : les solides en équilibre et les mobiles suspendus. Dans les suspendus, certains sont faits d'agencements de solides mis en mouvement par le vent comme dans les cultures asiatiques ou bien d'autres sont des suspensions plus éthérées comme les attrapeurs de rêves de la culture amérindienne. Tous ont cependant la même philosophie : accueillir le vent et avoir des effets de mouvement sur les différentes parties de l'assemblage. Certains ont des fonctions symboliques comme les pièges à rêves censés protéger des mauvais esprits, d'autres produisent des sons comme les mobiles suspendus traditionnels chinois que l'on nomme d'ailleurs parfois carillons ou carillons-mobiles qui sont parfois aussi des porte-bonheurs.
Le vent est aussi d'une importance primordiale dans certains romans, notamment dans La Horde du Contrevent de Alain Damasio, où le vent, son étude, son utilisation, et la résistance contre lui deviennent l'objet principal de l'intrigue et les personnages nombreux évoluent tous par rapport au vent.
Victor Hugo, dans son poème Guitare, repris par Georges Brassens dans la chanson Gastibelza (L'Homme à la carabine), évoque à la fin de chaque quatrain, un vers devenu célèbre :
— Le vent qui vient à travers la montagne

Me rendra fou ! ».

### Musique

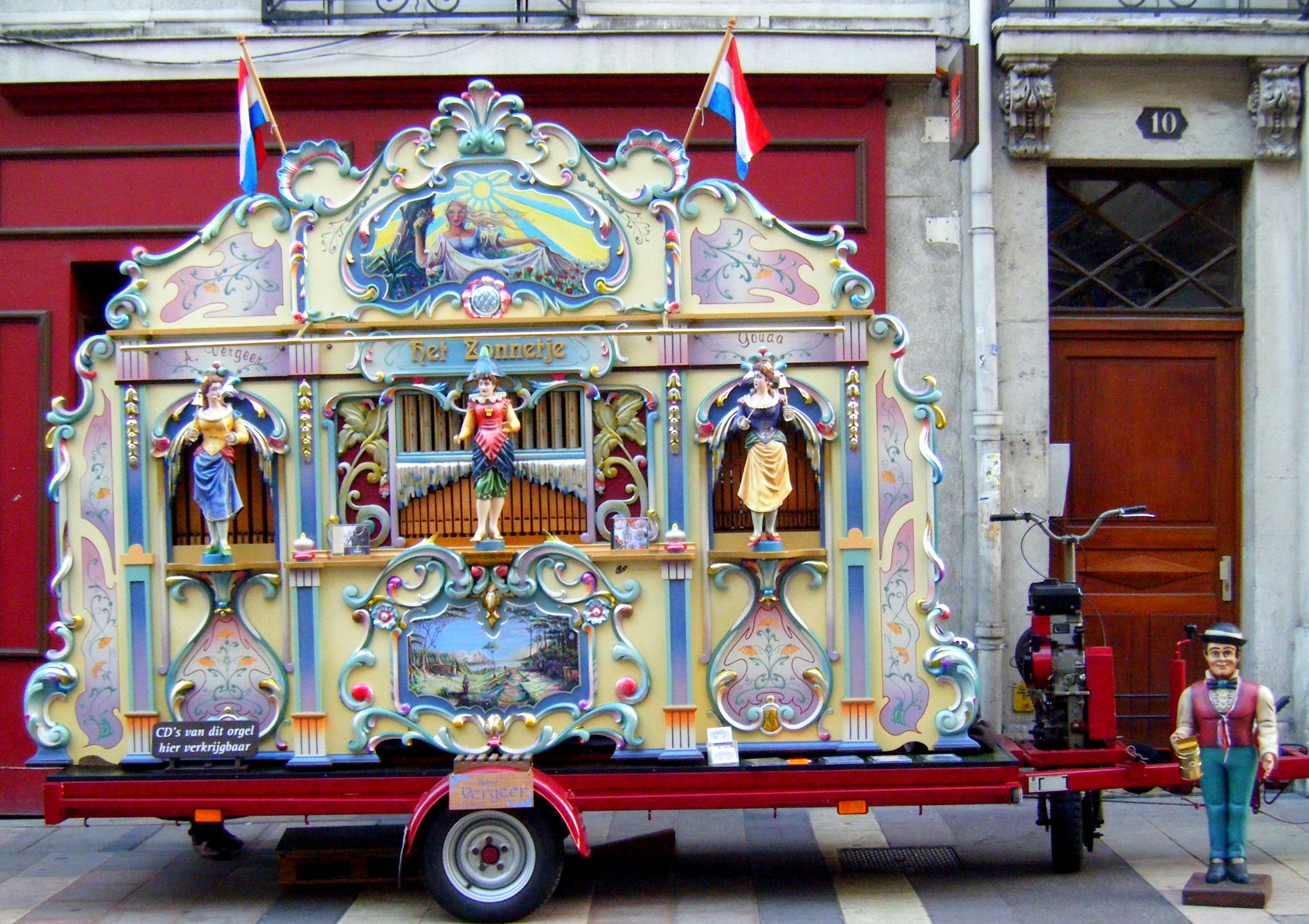
Un limonaire, instrument à vent.

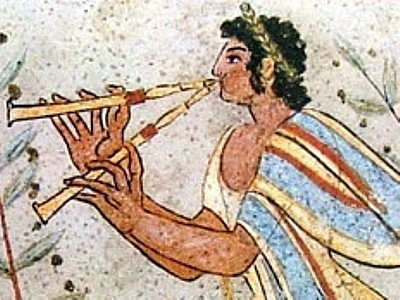
Joueur d'aulos, instrument à vent.

En ⁣⁣français⁣⁣, un aérophone est aussi dénommé Instrument à vent. Ce qui est également vrai pour l'anglais (wind instrument) ou l'espagnol (instrumento de viento) ne l'est pas pour d'autres langues comme l'italien (strumento a fiato) ou l'allemand (Blasinstrument) qui basent le nom de l'instrument sur le souffle plutôt que sur le vent. Ce n'est que par une convention de langage que ces instruments sont, en français, associés au vent : le son de ces instruments n'est pas produit librement par le vent mais de manière volontaire par le souffle de l'instrumentiste ou par une soufflerie mécanique. L'émission de ce souffle crée une colonne d'air sous pression produisant des vibrations modulées par le jeu de l'instrument indiqué par la partition du compositeur ou l'invention du musicien improvisateur. Par métonymie, le pupitre qui regroupe les instrumentistes à vent à l'orchestre est appelé le pupitre des « vents », qui réunit les bois et les cuivres. La voix est le plus ancien des instruments à vent. L'éoliphone ou « machine à vent » porte plus exactement son nom puisque l'instrument est employé à l'opéra pour reproduire le son du vent.
Le vent est souvent une source d'inspiration pour les artistes. Anne Sylvestre l'utilise dans ses chansons La Femme du vent, Monsieur le vent, son album Par les chemins du vent ou sa comédie musicale pour enfants Lala et le cirque du vent. Bob Dylan fut également inspiré par le vent avec la chanson Blowin' in the Wind (La réponse est soufflée dans le vent).

## Rôles et effets dans la nature
Le vent est essentiel à tous les phénomènes météorologiques et donc au cycle de l'eau sans lequel nulle vie à base d'eau comme nous la connaissons sur Terre ne serait possible hors des océans. Le vent est également l'acteur principal de l'oxygénation des océans par agitation de sa surface. La circulation engendrée par les vents permet de disperser de nombreux agents minéraux et organiques. Ainsi, le vent a un rôle important pour aider les plantes et autres organismes immobiles à disperser leurs graines (anémochorie), spores, pollen, etc. Même si le vent n'est pas le vecteur principal de dispersion des graines chez les plantes, il fournit néanmoins ce service pour un très large pourcentage de la biomasse des plantes terrestres existantes. Il façonne également la forme des plantes par thigmomorphogenèse (ou anémomorphose). Le vent influence le déplacement des populations d’insectes volants et la migration des oiseaux.
Les vents sculptent également les terrains via une variété de phénomènes d’érosion éolienne qui permettent par exemple de créer des sols fertiles comme les lœss. Dans les climats arides, la principale source d'érosion est éolienne. Le vent entraîne de petites particules telles la poussière ou le sable fin parfois par-dessus des océans entiers, sur des milliers de kilomètres de leur point d'origine, qui est désigné comme le site de déflation. Par exemple, des vents du Sahara qui provoquent régulièrement des pluies sablonneuses en Europe centrale.
Le vent a aussi des effets sur l’ampleur des feux de forêt, tant par l’alimentation plus ou moins abondante en oxygène des flammes que par le transport d’éléments enflammés ou incandescents permettant ainsi à l’incendie de « sauter » les obstacles.
Quand le vent se combine avec des basses ou des hautes températures, il a une influence sur le bétail et les humains. Le refroidissement éolien peut radicalement modifier les rendements du cheptel ou même tuer par perte de chaleur corporelle. Le vent influe également sur les ressources alimentaires de la faune sauvage mais aussi sur les stratégies de chasse et de défense des animaux voire des chasseurs. Finalement, le vent est également un facteur important de la régulation thermique, hygrométrique ou de niveau de pollution des régions.

### Érosion

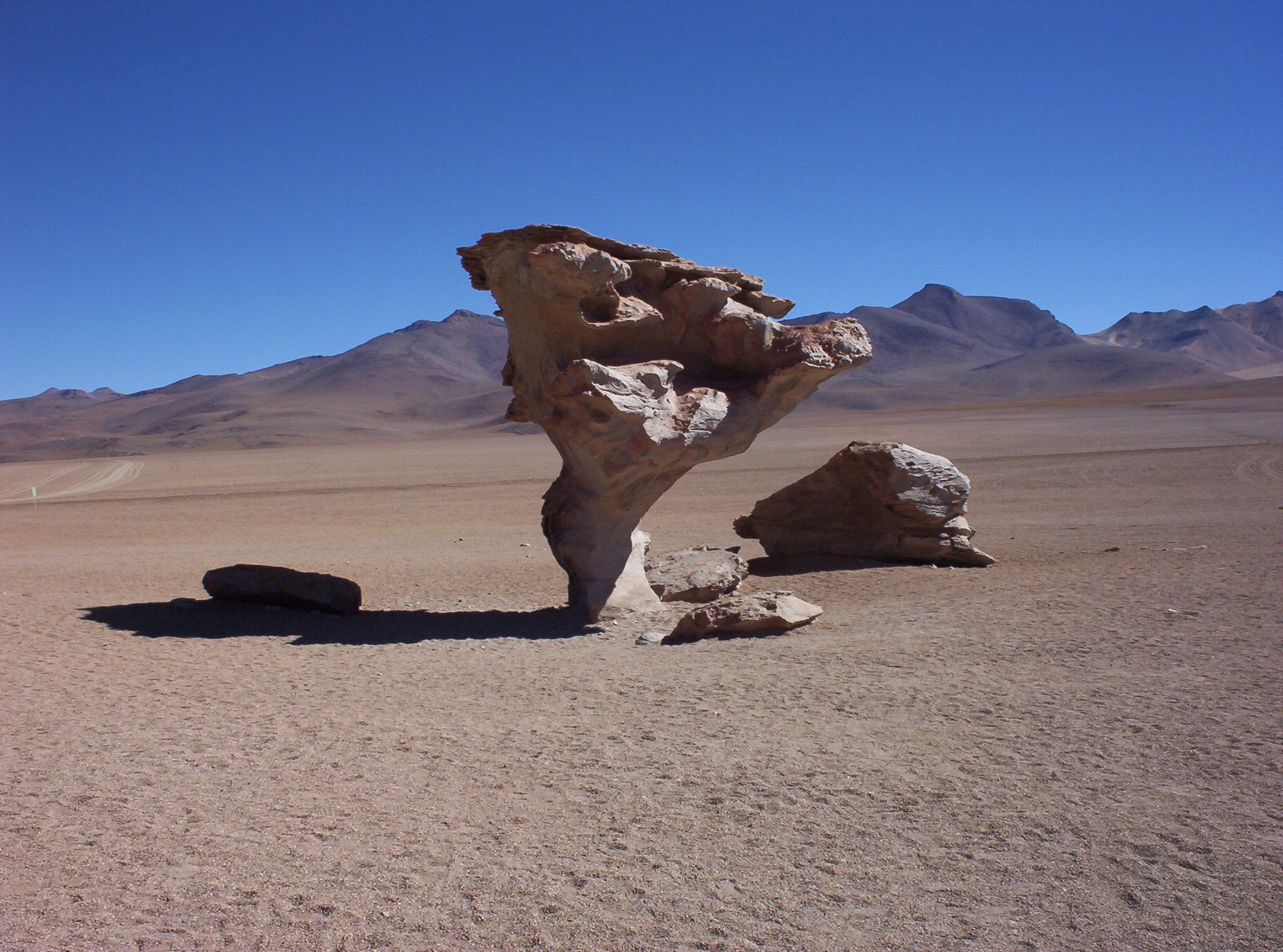
Une formation de roche dans l'Altiplano en Bolivie, sculptée par l'érosion du vent également : processus éoliens.

L'érosion peut être le résultat du mouvement de déplacement par le vent. Il y a deux effets principaux. D'abord, les petites particules sont soulevées à cause du vent et se retrouvent donc déplacées dans une autre région. Ceci s'appelle la déflation. En second lieu, ces particules suspendues peuvent se frotter sur des objets pleins causant l'érosion par l'abrasion (succession écologique). L'érosion par le vent se produit généralement dans les secteurs avec peu ou pas de végétation, souvent dans les secteurs où il y a des précipitations insuffisantes pour soutenir la végétation. Un exemple est la formation des dunes, sur une plage ou dans un désert.
Le lœss est une roche homogène, en général non-stratifiée, poreuse, friable, sédimentaire (éolien) souvent calcaire, à grain fin, vaseuse, jaune pâle ou de couleur chamois, ébouriffée par le vent. Il se produit généralement comme un dépôt qui recouvre des superficies de centaines de kilomètres carrés et des dizaines de mètres en profondeur. Le lœss se retrouve souvent dans les paysages raides ou verticaux et tend à se développer en sols fertiles. Dans des conditions climatiques appropriées, les secteurs avec le lœss sont parmi les plus productifs au monde sur le plan agricole. Les gisements de lœss sont géologiquement instables et s'éroderont donc très aisément. Par conséquent, des coupe-vent (tels que de grands arbres et buissons) sont souvent plantés par des fermiers pour réduire l'érosion par le vent du lœss.

### Oxygénation et acidification des océans

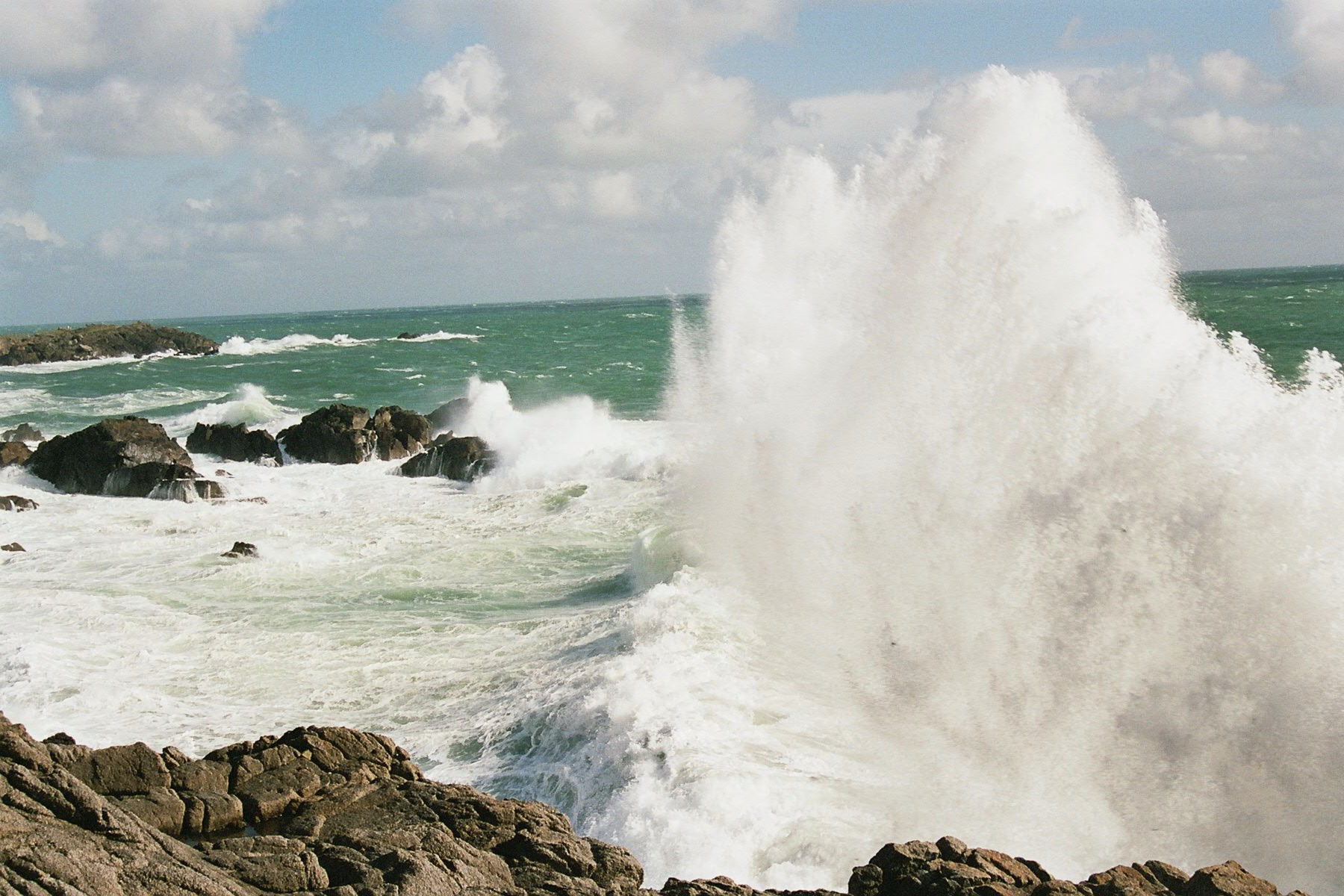
Ressac sur les rivages de l'île d'Yeu.

Les océans sont des zones à surfaces relativement plates mais également majoritairement des zones d'eaux trop profondes pour permettre le développement d'algues à photosynthèse. Les mécanismes qui fonctionnent en eau douce (agitation, chute, algues, etc.) ne suffisent donc pas pour les océans. L'action du vent en créant des vagues mais aussi grâce au ressac sur les côtes crée donc l'oxygénation principale des océans.
La hausse du taux de CO2 dans l'atmosphère modifie le phénomène en accentuant plus l'acidification que l'oxygénation. Ceci n'est pas irréversible car les milieux océaniques ont toujours joué leur rôle de tampon et transformé le CO2 en acide carbonique qui acidifie l'eau avant de précipiter avec le temps en carbonate de calcium ou d'être absorbé par les organismes marins. Mais c'est un phénomène lent et, en attendant, le taux d'acide carbonique augmente l'acidité des océans mais diminue également la solubilité de l'oxygène dans cette même eau.
Le vent joue donc globalement le rôle d'un agent mécanique de solubilisation grâce à une agitation qui augmente la surface de contact entre l'air et l'eau, par les vagues, peu importe le gaz. C'est moins évident avec l'azote de l'air parce qu'il est beaucoup moins soluble : 0,017 g/l à 20 °C, contre 1,1 g/l à 20 °C pour l'oxygène et 2 g/l à 20 °C pour le dioxyde de carbone. La majorité de l'azote injecté dans les océans l'est via la pollution par les fleuves lorsqu'ils se jettent dans la mer et non par le vent.

### Effets sur la flore

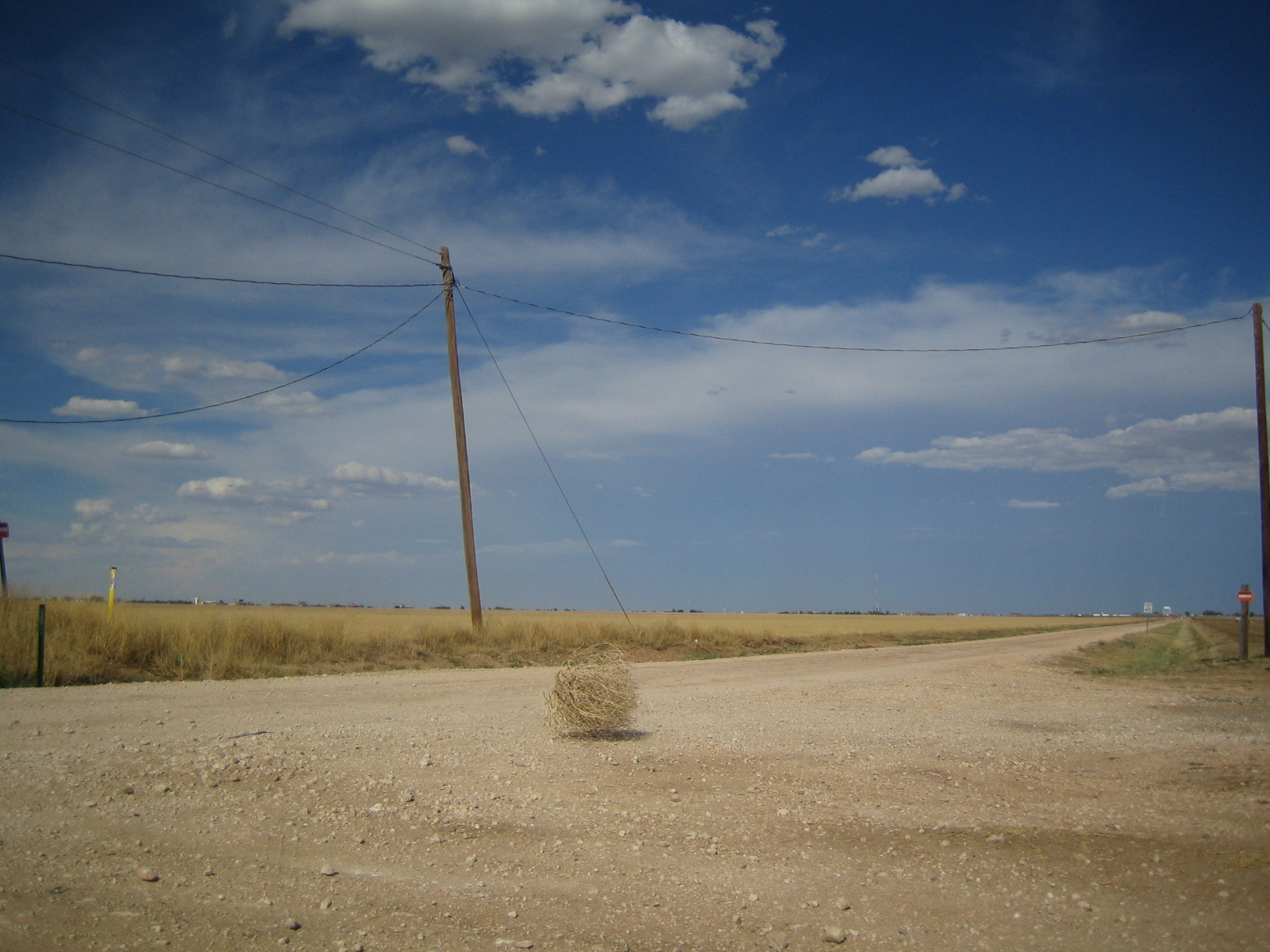
Un virevoltant (buisson tourbillonnant) se déplace par l'effet du vent..

La dispersion de graines par le vent ou anémochorie ainsi que la dispersion de pollen ou fécondation anémophile est un des moyens les plus primitifs de dispersion du vivant. Cette dispersion peut prendre deux formes principales : un entraînement direct des graines, sporanges, pollens dans un vent (comme le pissenlit) ou bien le transport d'une structure contenant les graines ou les pollens et qui va les disperser au fur et à mesure de leur déplacement par le vent (exemple des virevoltants). Le transport de pollen requiert à la fois des masses très importantes mais aussi des zones à vents complexes. En effet, la circulation d'air doit être très fluctuante afin que ces pollens rencontrent un arbre de la même espèce, surtout si ce ne sont pas des plantes auto-fertilisantes qui comportent des plants mâles et femelles distincts. De plus, il faut une synchronisation entre la production de pollen (mâle) sur des étamines mûres et la disponibilité de pistils (femelles) mûrs au même moment.

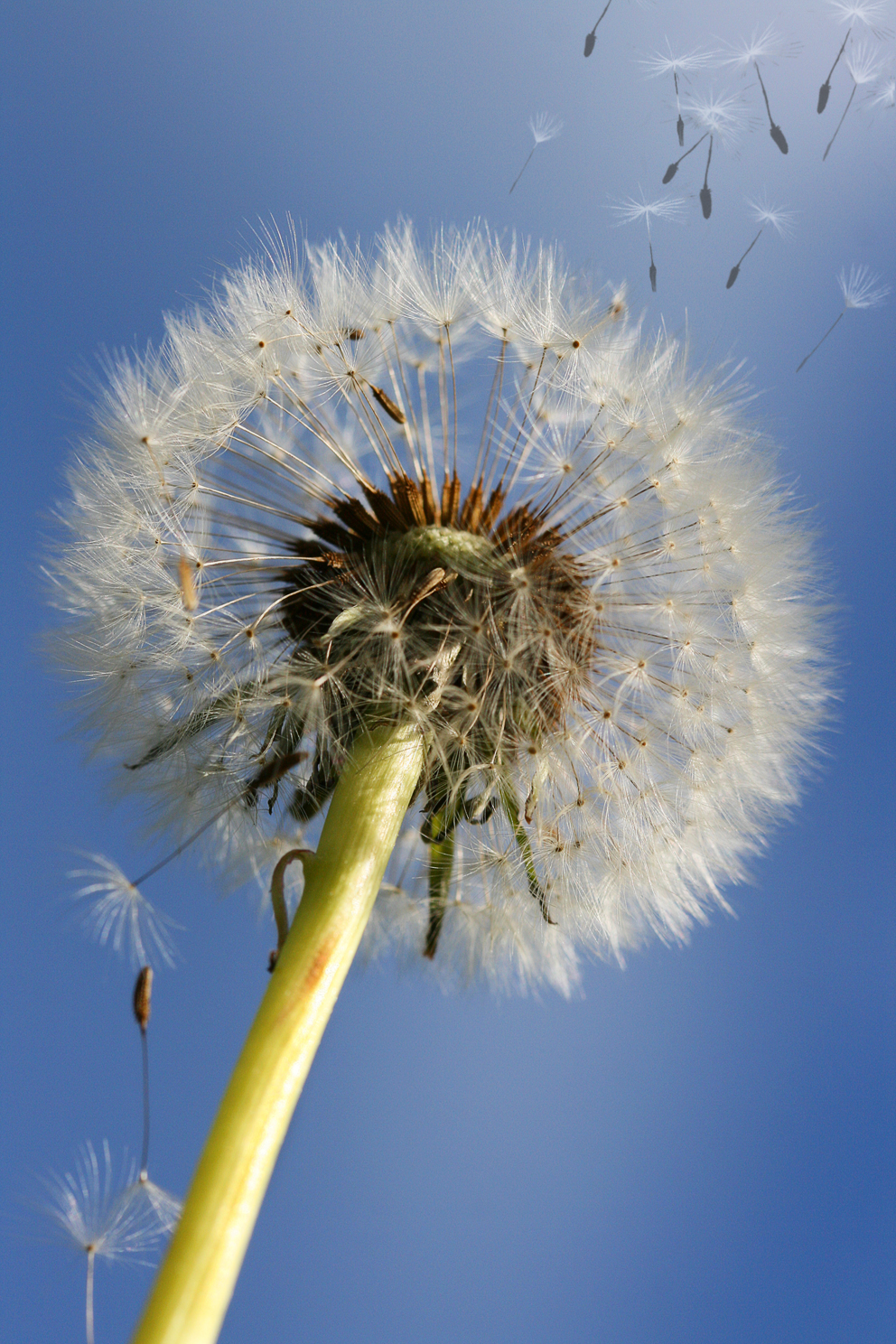
Représentation de la dispersion du pissenlit.

Certaines plantes ont développé un système aérien complémentaire permettant une autonomie de transport par le vent plus grande. Ce sont les aigrettes, comme le pissenlit ou le salsifis, et les ailettes greffées à l'akène. Ces dernières semblent une adaptation évolutive de ces plantes au vent afin de maximaliser leur aire de dispersion. Les ailettes se divisent en deux groupes : les samares (par exemple, l'orme) et les disamares (par exemple l'érable).
La productivité par dispersion aérienne est une technique très aléatoire qui requiert un nombre énorme de graines car chacune ne peut germer que dans un endroit favorable et si les conditions de milieu le permettent. Par contre, sur certaines îles, des plantes semblent s'adapter et réduire leur aire de dispersion, en effet, les graines qui tombent à l'eau sont perdues.
Le vent a également une influence sur le type de végétation, comme dans les régions à fort vent, où les sols sont soumis à une forte érosion éolienne qui les amincit voire les dénude. Les végétaux développent alors des formes résistantes aux vents. Celles-ci sont mieux enracinées et plus trapues car elles combinent des efforts sur la structure aérienne de la plante et des sols minces donc moins riches. Le vent est également un important agent sélecteur des arbres en éliminant les plus affaiblis ou ceux malades en les brisant ou en les déracinant. On observe de plus que certaines plantes côtières sont comme taillées en arrière, vers les terres, à cause du flux de sel apporté par le vent depuis la mer,. Les effets d'un vent salé, en zones montagneuses ou en zones d'érosion forte sur la flore locale est également un facteur. Tous ces effets du vent sur la forme et la croissance des plantes se nomment anémomorphose et sont en grande partie dus à la thigmomorphogenèse.

### Effets sur la faune

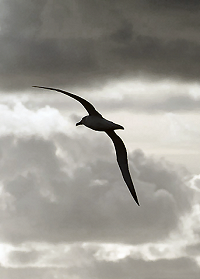
Un albatros en vol.

Le vent est autant utilisé que subi par les espèces animales mais on observe une adaptation au vent chez beaucoup d'espèces.
Les protections de poils ou de laine des bovidés sont par exemple inefficaces si une combinaison de basses températures et d'un vent de plus de 40 km/h survient.
Les manchots, qui sont pourtant bien équipés contre le froid par leurs plumes et leur graisse, sont plus sensibles au niveau de leurs ailes et de leurs pieds. Dans ces deux cas de figure, ils adoptent un comportement de rassemblement en un groupe compact qui alterne sans cesse les positions de ses membres entre une position intérieure ou extérieure permettant ainsi de réduire la perte de chaleur jusqu'à 50 %.
Les insectes volants, un sous-ensemble d'arthropodes, sont balayés par les vents dominants ; cela influe énormément sur leur dispersion et leur migration.
Les oiseaux migrateurs tirent beaucoup plus parti du vent au lieu de le subir. Ils s'en servent afin de planer au maximum après avoir utilisé des courants thermiques ascendants pour prendre le plus d'altitude possible. La sterne arctique est un des plus grands champions de la discipline en réussissant des vols transatlantiques, voire plus, de cette manière. Le champion de l'océan Pacifique est le puffin fuligineux et l'un des vols les plus impressionnants sur des vents d'altitude est le grand albatros. Les records d'altitudes sont tenus par les oies à 9 000 mètres et les vautours jusqu'à 11 000 mètres. On remarque également que les axes de migration utilisent les vents dominants saisonniers,.
Certains animaux se sont adaptés au vent tel le pika qui crée un mur de cailloux pour stocker des plantes et herbes sèches à l'abri. Les cancrelats savent tirer parti des vents légers pour échapper à leurs prédateurs. Les animaux herbivores se positionnent en fonction du vent et de la topographie afin de bénéficier du transport des odeurs, comme des bruits, par le vent et ainsi percevoir l'approche d'un prédateur qui s'est lui-même adapté en approchant autant que possible sous le vent donc avec un vent soufflant de sa proie vers lui.
Des rapaces et autres oiseaux prédateurs utilisent les vents pour planer sans effort jusqu'à repérer une proie tels les goélands bourgmestre qui attendent que les vents dépassent les 15 km/h pour accentuer leurs attaques sur les colonies de guillemots.

### Sifflement du vent
Le bruit du vent est appelé sifflement. Le sifflement du vent est réputé aigu, lugubre, oppressant, etc.. Le vent est un mouvement de l'air et ne produit pas de sons au sein d'un système homogène à même vitesse mais par frottement sur des systèmes d'air de vitesses différentes ou à la suite du frottement sur des solides ou des liquides
Parfois aussi le son du vent est modulé par la forme des solides qu'il traverse et selon sa direction comme dans les gorges ou les grottes. Même au sein des habitations, le vent peut générer des bruits. Les instruments à vent sont exactement basés sur ce même principe naturel mais en modulant la pression, l'ampleur et la vitesse, le tout combiné parfois à des volumes de résonance. Cet effet sonore du vent est d'ailleurs une grande source de nuisance lorsque l'on fait des enregistrements en extérieur et les micros doivent être enveloppés d'une couche protectrice poreuse afin que le vent ne rende pas tous les sons alentour inaudibles en traversant la structure interne du récepteur du microphone.
Lorsque le vent est sauvage, on parle souvent des hurlements ou des rugissements du vent pendant les tempêtes, tornades, à travers des arbres dénudés de leur feuillage ou avec des violentes rafales. Les sons sont plus apaisants à l'oreille humaine lorsque des brises roulent du sable sur une grève, font bruisser les feuilles des arbres ou frisent la surface de l'eau de vaguelettes. Lorsque le vent est très aigu, on dit qu'il fait des miaulements.
Le vent porte également les bruits en déformant l'onde circulaire naturelle de tout bruit. En plus de son bruit propre, il change également la répartition de tous les bruits environnementaux. On étudie désormais sérieusement les effets des vents dominants sur le transport du bruit des avions, des autoroutes ou des industries car le vent peut autant augmenter la distance de perception de bruits qu'aider à les étouffer plus vite, selon sa direction.

## Dégâts
Le vent n'est pas que pacifique, il est essentiel à l'écosystème mais parfois le système s'emballe et le vent devient alors une force destructrice que l'on ne peut maîtriser.

### Vitesse et ampleur

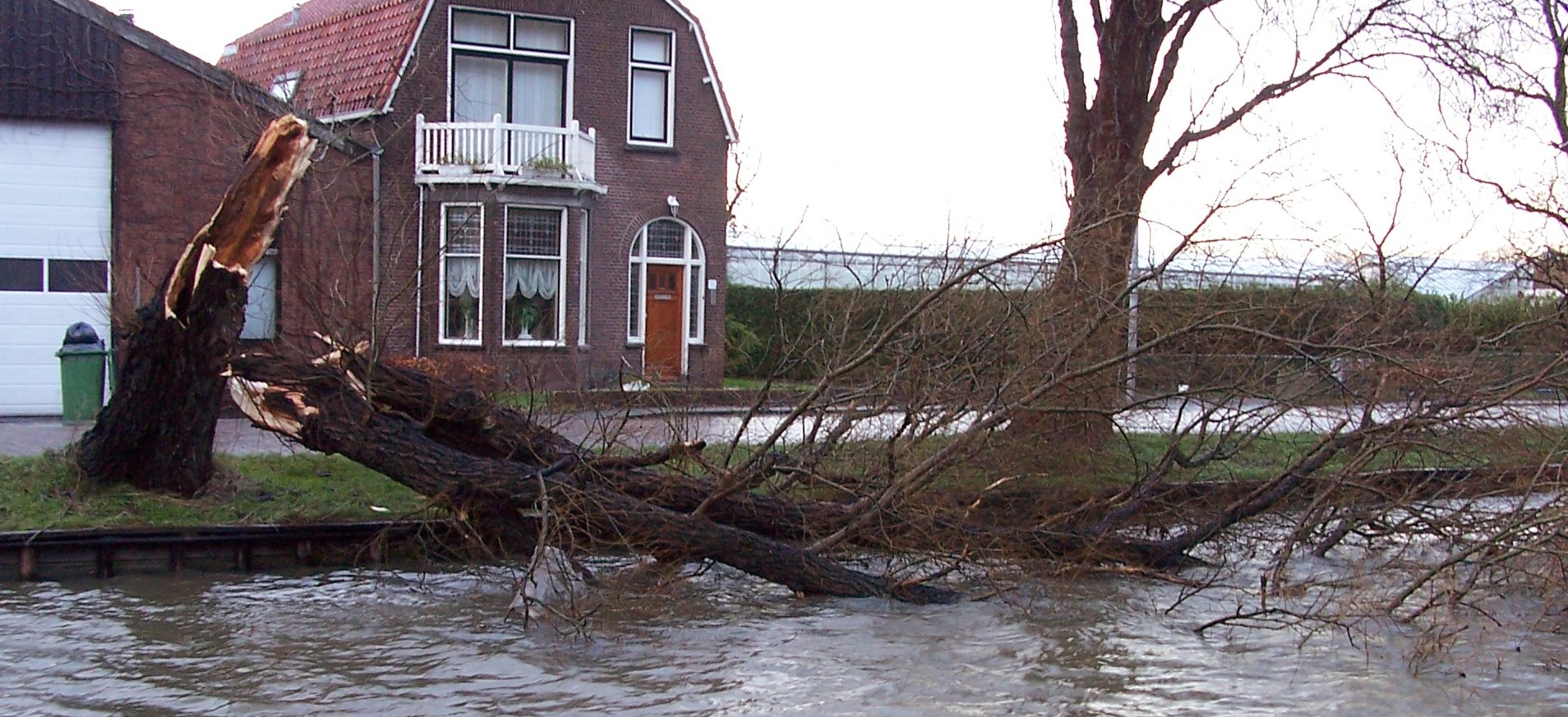
Dégâts de la tempête Kyrill à Delft, aux Pays-Bas.

Le vent peut se déchaîner dans une tempête, comme un cyclone tropical, et détruire des régions entières. Les vents de force d'ouragan peuvent endommager ou détruire des véhicules, des bâtiments, des ponts, etc. Les vents forts peuvent aussi transformer des débris en projectiles, ce qui rend l'environnement extérieur encore plus dangereux. Les vents peuvent également venir s'ajouter à d'autres phénomènes comme des vagues, se combiner aux éruptions volcaniques, aux feux de forêts… comme détaillé ci-dessous.

### Coup de mer et onde de tempête

Diagramme illustrant la formation d'une onde de tempête par un cyclone tropical.

Le vent peut accentuer des grandes marées comme lors de la tempête Xynthia en France en 2010, où sa direction est venue s'additionner au sens de montée de la mer. En se déplaçant, l'air agit par friction sur la surface de la mer. Cet effet crée une accumulation d'eau dans les régions sous le vent, similaire à celui qui crée un effet de seiche, qui est inversement proportionnel à la profondeur et proportionnel à la distance sur laquelle le vent s'exerce,. Ceci s'ajoute à l'augmentation du niveau de la mer créée par la pression plus faible au centre du système météorologique et à d'autres facteurs. On appelle ce phénomène une onde de tempête.
Le coup de mer est une perturbation de la mer, souvent brève, localisée, due aux vents et pouvant être très violente alors qu'il n'y a pas de tempête au lieu où l'effet est noté. Il s'agit de la combinaison d'une dépression et de vents violents directionnels près d'une dépression qui se situe loin au large et provoque un effet de succion sur la surface de la mer. Cette colline liquide va donc augmenter jusqu'à l'équilibre puis s'effondrer lors du déplacement de la dépression. Si le mouvement du système est rapide, la chute est brutale ; elle va créer des fronts de vagues plus ou moins importants qui seront entretenus en partie par des vents de surfaces s'ils existent. Si ceux-ci sont violents, ils peuvent même l'alimenter. Si ces vagues ont une ampleur telle qu'elles commettent des dégâts sur les côtes ou causent des naufrages, on les appellera « vagues-submersion ». Comme ce phénomène a lieu au large, si la dépression ne se dissipe pas d'elle-même l'ampleur des vagues explosera en se rapprochant de la côte parce que le volume d'eau déplacé par la dépression restera le même alors que la profondeur diminue jusqu'à devenir nulle.
Les différences entre un coup de mer et un tsunami sont l'origine éolienne au lieu de géologique, l'aspect limité de son action géographique et temporelle, mais aussi que les vagues sont formées dès le large et non par la collision des fronts d'onde sur le plateau continental qui ici ne fera qu'amplifier des vagues déjà existantes. Ce phénomène est par exemple observable deux à quatre fois par an sur la Côte d'Azur ou en Corse comme à Cannes en 2010 où ce phénomène habituellement limité à des vagues de 4 à 5 mètres culmina avec des lames de 6 à 10 mètres emportant tout sur leur passage.

### Transfert d'énergie
Sur les structures des ponts suspendus, il a déjà provoqué des phénomènes de mise en résonance allant jusqu'à la destruction de l'ouvrage comme pour le pont du détroit de Tacoma en 1940, le pont de la Basse-Chaîne (Angers) en 1850 ou le pont de La Roche-Bernard en 1852. Dans ces cas, il y a un échange d’énergie mécanique qui se produit entre le vent et le pont qui oscille. En condition normale, l’énergie mécanique engendrée par une petite oscillation initiale extérieure est transférée du pont vers le vent qui la dissipe. Mais si la vitesse moyenne du vent est suffisamment élevée, au-dessus de ce que l’on appelle la « vitesse critique », le pont est instable et l’oscillation initiale s’amplifie. L'énergie se transfère alors du vent vers le pont et les oscillations s’amplifient à cause du couplage aéroélastique jusqu'à entraîner parfois la rupture des structures du pont.

### Érosion éolienne
Lorsqu'il érode des sols, il peut aller jusqu'à la roche et/ou désertifier complètement une région comme pour la mer de sable du Hoge Veluwe aux Pays-Bas, phénomène qui se nomme également déflation. Le vent peut également provoquer des tempêtes de sable comme par le chammal ou de poudrerie (chasse-neige) comme le blizzard. En outre, si l'érosion éolienne, pluviale, maritime et fluviale n'était pas contrebalancée par les mouvements magmatiques divers, la Terre serait recouverte d'eau depuis longtemps car cette érosion aurait effrité tous les solides dépassant une couche de boue sous-marine. Le vent érode et transporte les roches qui finiront par s'accumuler dans la mer jusqu'à une modification de relief terrestre à la suite de mouvements tectoniques qui pousseront ces sédiments comprimés par la pression de l'eau vers le haut. C'est donc un des mécanismes de création des roches sédimentaires qui seront alors à nouveau érodées par le vent dès qu'elles seront découvertes à l'air libre.

### Orages
Les orages sont souvent accompagnés de rafales violentes ou de tornades qui produisent des dégâts importants le long d'un corridor au sol. Ils sont également accompagnés de turbulence, par cisaillement des vents dans le nuage, qui peut endommager des avions ou même les faire écraser si elle se produit relativement près du sol.
La production de foudre est causée par la différence de charges électriques entre la base et le sommet du nuage orageux, entre le nuage et le sol ou entre deux nuages. Ces charges sont produites par collisions des gouttelettes et cristaux de glaces dans le courant ascendant, ou vent vertical, dans le nuage.

### Dispersion de particules
Dans des cas de pollution, il permet d'épurer les régions touchées mais va répandre celle-ci sur d'autres régions jusqu'à dilution des polluants ou précipitation par la pluie comme dans le cas du nuage de Tchernobyl ou dans les cas de pluie acide. Plus récemment, l'éruption de l'Eyjafjöll a paralysé les trois quarts du trafic aérien européen.

### Dispersion de maladies
Bien des maladies sont transportées par les vents, peu importe qu'elles soient virales, bactériennes ou fongiques. Souvent, le vent ne va permettre que des petits sauts de quelques centimètres à plusieurs mètres. Mais, les grands vents ou des cyclones peuvent transporter des infections sur des centaines de kilomètres. Quelques infections courantes utilisant le vent : la rouille noire, la rouille du maïs, le mildiou, les fusarium… Il importe d'ailleurs peu que le vent charrie directement l'infection (certains organismes peuvent aussi s'encapsuler durant le transport pour mieux résister) ou transporte des matériaux contaminés.

### Migration et déplacement d'insectes ravageurs
Les insectes volants bénéficient souvent ou se sont adaptés à des régimes de vent particuliers. Ce qui permet à ces bêtes assez petites de franchir des très longues distances que leurs seules forces ne leur permettraient pas.
Les ravageurs les plus courants sont actuellement les cicadelles, sauterelles, fourmis, les abeilles tueuses ou le criquet pèlerin,.

### Effet sur les incendies
Le vent agit également dans les cadres des incendies de forêt auxquels il fournit une force de déplacement d'une part mais également une alimentation en oxygène qui entretient voire attise les flammes comme l'Homme s'en est inspiré pour créer les soufflets. Le vent permet également ce que l'on appelle les sauts de feu, que ce soit sous forme de touffes enflammées ou simplement de braises qui permettent de franchir des obstacles tels les rivières, failles ou les coupe-feu.

## Dans l'espace
Le vent solaire est assez différent du vent terrestre car il se compose de particules polarisées qui sont éjectées de l'atmosphère du Soleil. Par contre, le vent planétaire est lui semblable au vent solaire et est composé de gaz légers qui s'échappent de l'atmosphère de leur planète. Sur de longues périodes de temps, ce vent planétaire peut radicalement changer la composition de l'atmosphère d'une planète.

### Vent planétaire
Des vents hydrodynamiques dans les couches supérieures de l'atmosphère permettent à des éléments chimiques légers comme l'hydrogène de se déplacer vers l’exobase, partie inférieure de l'exosphère où ces gaz peuvent acquérir la vitesse de libération et donc s'échapper dans l'espace interplanétaire sans que d'autres particules ne contrarient leur mouvement ; c'est un peu une forme d'érosion gazeuse.
Ce type de processus sur des temps extrêmement longs, de l'ordre de milliards d'années, peut faire que des planètes riches comme la Terre évoluent en des planètes comme Vénus.
Des planètes avec une atmosphère basse très chaude peuvent générer une atmosphère haute très humide et donc accélérer le processus de perte de l'hydrogène.
L'énergie nécessaire à l'arrachage de ces éléments légers étant fournie par le vent solaire.

### Vent solaire

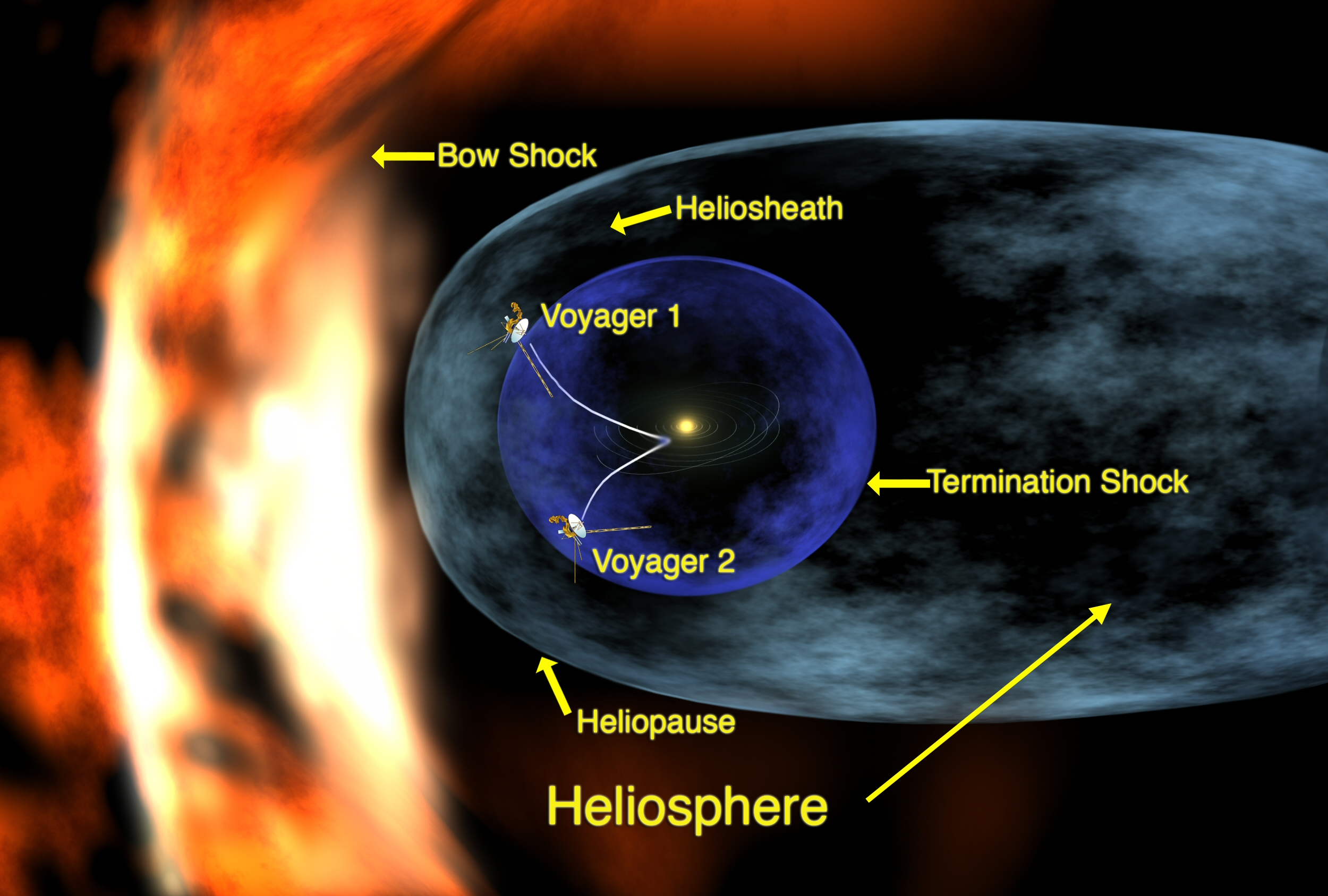
Rencontre du plasma du vent solaire et de l'héliopause.

À la différence de l'air, le vent solaire est à l'origine un flux de particules polarisées comparable à un courant électrique ou à un plasma éjecté par la couronne solaire dont la chaleur permet des vitesses de fuite de plus de 400 km/s (1 440 000 km/h). Il est majoritairement constitué d'électrons et de protons avec une énergie de l'ordre de 1 keV. Ce flux de particules varie en température et en vitesse au fur et à mesure du temps. Il existerait également des mécanismes internes au Soleil permettant de transmettre à ces particules une haute énergie cinétique mais leur fonctionnement reste encore actuellement un mystère. Le vent solaire crée l'héliosphère, vaste bulle qui contient tout le système solaire et s'étend jusque dans l'espace interstellaire.
C'est aussi ce qui explique que seules des planètes disposant d'un très puissant champ magnétique peuvent supporter sans dommage ce vent solaire continuel, réduisant ainsi l'ionisation de la haute atmosphère. Divers phénomènes observables sont dérivés du vent solaire telles les tempêtes électromagnétiques qui peuvent affecter les équipements électriques, les aurores boréales ou encore le fait que les comètes qui traversent le système solaire ont toujours leur queue dirigée à l'opposé du Soleil.
Cependant, au fur et à mesure que ce vent solaire croise des planètes, il est alimenté par le vent planétaire et prend alors des caractéristiques plus proches des vents terrestres dans certains de ses effets, des systèmes solaires très denses pourraient ainsi en arriver à avoir une atmosphère ténue.

### Transport spatial

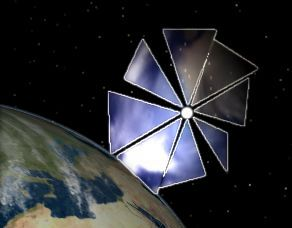
Vue d'artiste d'une voile solaire.

Certains tests sont actuellement effectués sur les voiles solaires et il avait même été imaginé une course de voiles solaires. Le principe est semblable à celui des voiliers, à ceci près qu'il s'appuie sur la lumière (les photons) émis par le Soleil. Compte tenu de la faible propulsion générée, le procédé ne permet pas de quitter la surface d'une planète (même dénuée d'atmosphère, et donc de friction). Il est en revanche utilisable sur un appareil ayant déjà atteint la vitesse de satellisation minimale, voire la vitesse de libération. La difficulté de mise en œuvre réside dans la faiblesse de la poussée : une voile de 220 000 m2 est nécessaire pour obtenir une poussée de 1 kg m s−1.
Cependant, cet effet est déjà utilisé sur les sondes spatiales afin de rectifier une trajectoire ou de fournir une poussée supplémentaire comme pour la sonde Mariner 10.

### Vidéographie
- Torsten Mehltretter, « Le vent - Dans la tourmente du changement climatique (Documentaire, Allemagne, 53 min) », 2022 (consulté le 8 juin 2022).

#### Visualisation de données animées
Plusieurs sites internet offrent des cartographies avec visualisation de données prédictives ou en temps réel du vent et des déplacements des masses d'air, dont :
- « Earth Null School » (consulté le 12 avril 2020) : carte interactive de l'ingénieur informaticien Cameron Beccario qui exploite les données du Global Forecast System (système américain dédié aux prévisions météorologiques, dont le contenu est gratuitement accessible et réutilisable). Données jour par jour depuis 2013, prévisionnelles à 5 jours, toutes altitudes: vents, humidité, températures et pollutions. Réactualisation toutes les 3 heures.
- « Earth : Global wind, weather and temperature » (consulté le 12 avril 2020) : propose une fonction calendrier rétrospectif ;
- « Ventusky », sur www.ventusky (consulté le 5 mai 2019) : mis au point par une société tchèque, pour faire de la prédiction (avec possibilité de remonter quelques heures, en arrière) ; les données météo pour la Tchéquie y sont en outre actualisées chaque demi-heure ;
- « Windy », sur www.Windy (consulté le 5 mai 2019) : site commercial créé en 2014 pour les surfers, avec accès à quelques webcams.